# Ulica Długa w Krakowie
Ulica Długa – ulica w Krakowie, w dzielnicy I Stare Miasto, na Kleparzu. Ma 1051 m długości.

## Historia
Ulica ta w dokumentach wymieniana była już przed 1690, a ukształtowała się w średniowieczu. Jest ona częścią średniowiecznego traktu sławkowskiego, a jej historycznym przedłużeniem jest ulica Śląska. Początkowo szlak ten sięgał tylko do ul. Pędzichów, a dalej przebiegał wśród błoń, obok miejskich szubienic. Okolica, gdzie dziś kończy się ul. Długa, na XVIII-wiecznych mapach oznaczona jest jako Świnia Krzywda. W XIX wieku ulica była zabudowana parterowymi domkami. Obecna zabudowa pochodzi sprzed I wojny światowej.
W 2010 r. ulica została gruntownie odnowiona. Zmodernizowano całą ulicę wraz z torowiskiem tramwajowym i chodnikami. Przebudowano również skrzyżowania z ulicami Basztową i Szlak oraz odcinek torowiska od wylotu ul. Długiej do ul. Kamiennej. Wymieniono oświetlenie i wybudowano zatoki parkingowe. Koszt remontu – 20,7 mln zł.

## Zabudowa
- ul. Długa 1 (ul. Basztowa 11) – Dom „Pod Globusem”. W 1904 r. rozpoczęto jego budowę; była to reprezentacyjna siedziba krakowskiej Izby Handlowej i Przemysłowej, powstałej 14 listopada 1850 r.[4] Przedtem był tu placyk miejski oraz niewielka posiadłość Łysakowskich – zajazd z pokojami gościnnymi i stajniami dla koni. „Łysoń” uważany był za jeden z większych zajazdów krakowskich. Na jego miejscu został zbudowany z surowej cegły dwupiętrowy gmach Izby w stylu gdańskim, według planów Tadeusza Stryjeńskiego i Franciszka Mączyńskiego. Zakończony jest wieżą, na której widnieje zegar i globus, stąd nazwa. Parter od 1913 zajmowała największa w mieście, firma papiernicza: Fabryczny Skład Papieru Regina Aleksandrowicz i Synowie; jej poprzednia siedziba była przy Rynku Kleparskim.
- ul. Długa 3 – kamienica, 1868.
- ul. Długa 4 – kamienica, proj. Leopold Tlachna, 1895.
- ul. Długa 5 – Dom Pod Głowami, kamienica czynszowa projektu Maksymiliana Nitscha, przykład historyzmu. Nad bramą wejściową domu znajduje się orzeł z rozpiętymi skrzydłami, a nad oknami – kartusze z plastycznie wymodelowanymi głowami Stefana Czarnieckiego, Juliana Ursyna Niemcewicza, Tadeusza Kościuszki, Hugona Kołłątaja. W domu tym mieszkał Gustaw Ehrenberg.
- ul. Długa 6 – kamienica, proj. Ksawery Pietraszkiewicz, Roman Bandurski, 1908.
- ul. Długa 7 – kamienica, proj. Jacek Matusiński, 1874.
- ul. Długa 8 – kamienica, proj. Jacek Pokutyński, 1907.
- ul. Długa 9 – kamienica, 1893.
- ul. Długa 28 – kamienica, proj. Jan Dębski, 1898.
- ul. Długa 31 (ul. Pędzichów 2) – Dom Turecki, czynszowa kamienica zwieńczony trzema wieżyczkami-minaretami.
- ul. Długa 42 – siedziba Stowarzyszenia Siemacha[5]. Już w 1886 r. ks. Kazimierz Siemaszko otworzył tutaj „dom schronienia i dobrowolnej pracy dla biednych opuszczonych chłopców”[6], przemianowany po jego śmierci w 1904 r. na Zakład Wychowawczy im. ks. Siemaszki.
- ul. Długa 50 – kamienica, proj. Wandalin Beringer, 1890.
- ul. Długa 53 – kamienica czynszowa, projektował Sebastian Jaworzyński, 1885. Zdobi nad bramą wejściową kolorowy geometryczny witraż.
- ul. Długa 54 – kamienica czynszowa, projektował Teodor Talowski, 1891.
- ul. Długa 55 – kamienica czynszowa, projektował Kazimierz Brzeziński, 1909. Mieszkała w niej Iwona Borowicka polska śpiewaczka operowa, primadonna Operetki Krakowskiej.
- ul. Długa 56 – kamienica, proj. Stefan Ertel, 1890–1891.
- ul. Długa 60 – secesyjna kamienica, projektował Zygmunt Pszorn, 1907.
- ul. Długa 64 – kamienica czynszowa, projektował Teodor Talowski, 1891. W latach 1908–1929 mieszkał w niej Jan Sztaudynger poeta, fraszkopisarz, satyryk.
- ul. Długa 72 – dawne magazyny firmy C. Hartwig, projektował Ludwik Wojtyczko, 1920.
- ul. Długa 76 – kamienica, proj. Władysław Warczewski, 1905.

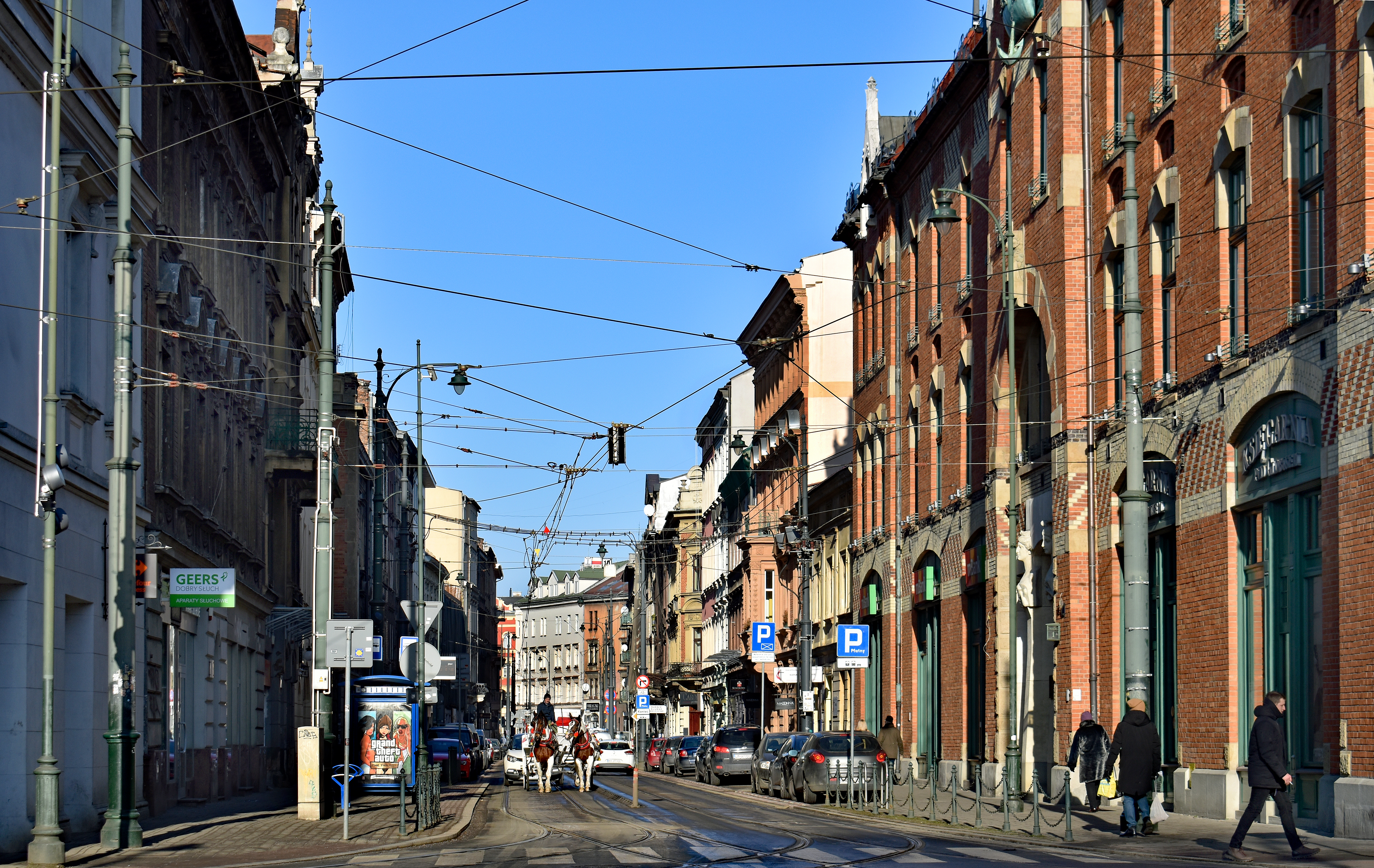
Widok z ulicy Basztowej na północ
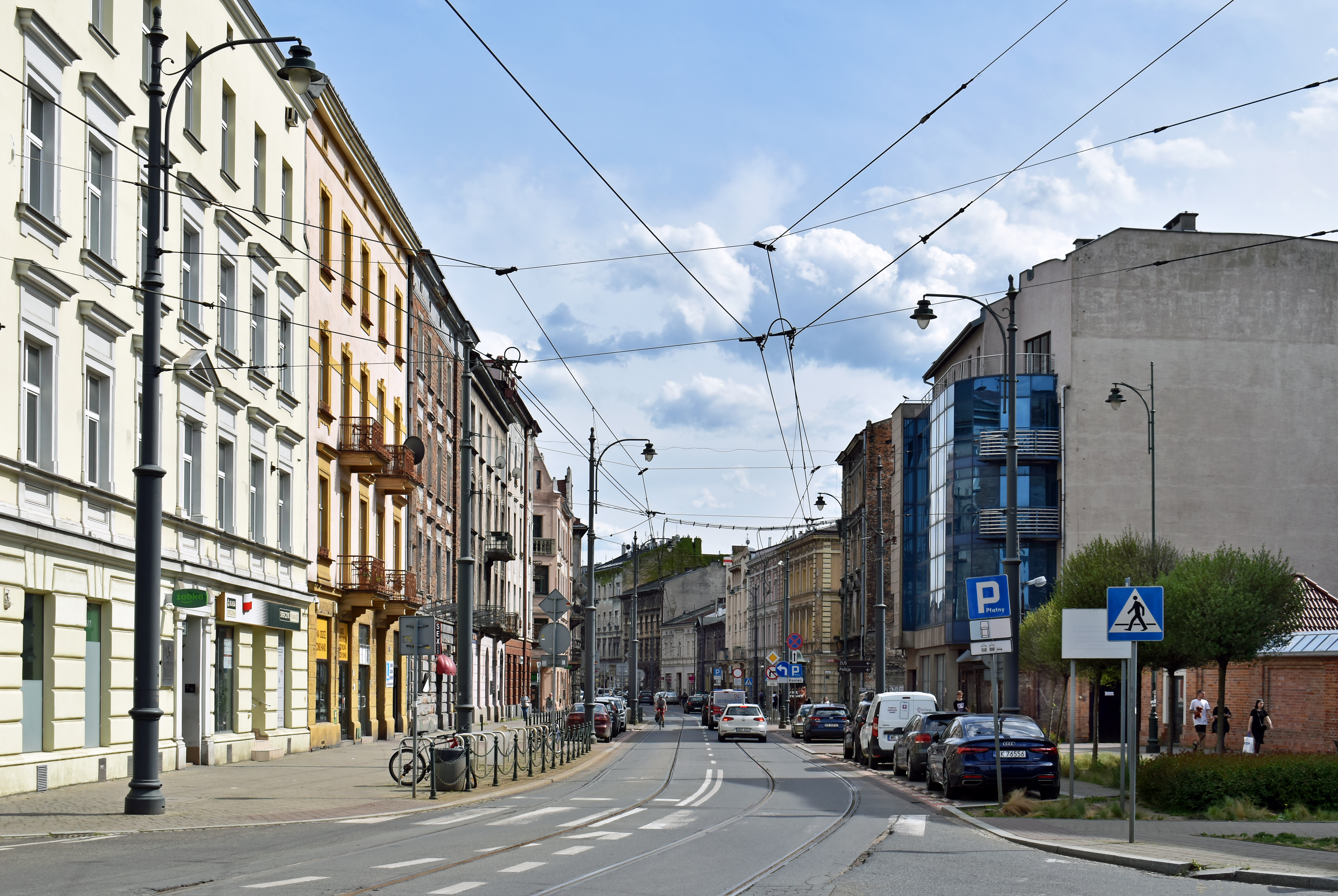
Widok z Nowego Kleparza na południe
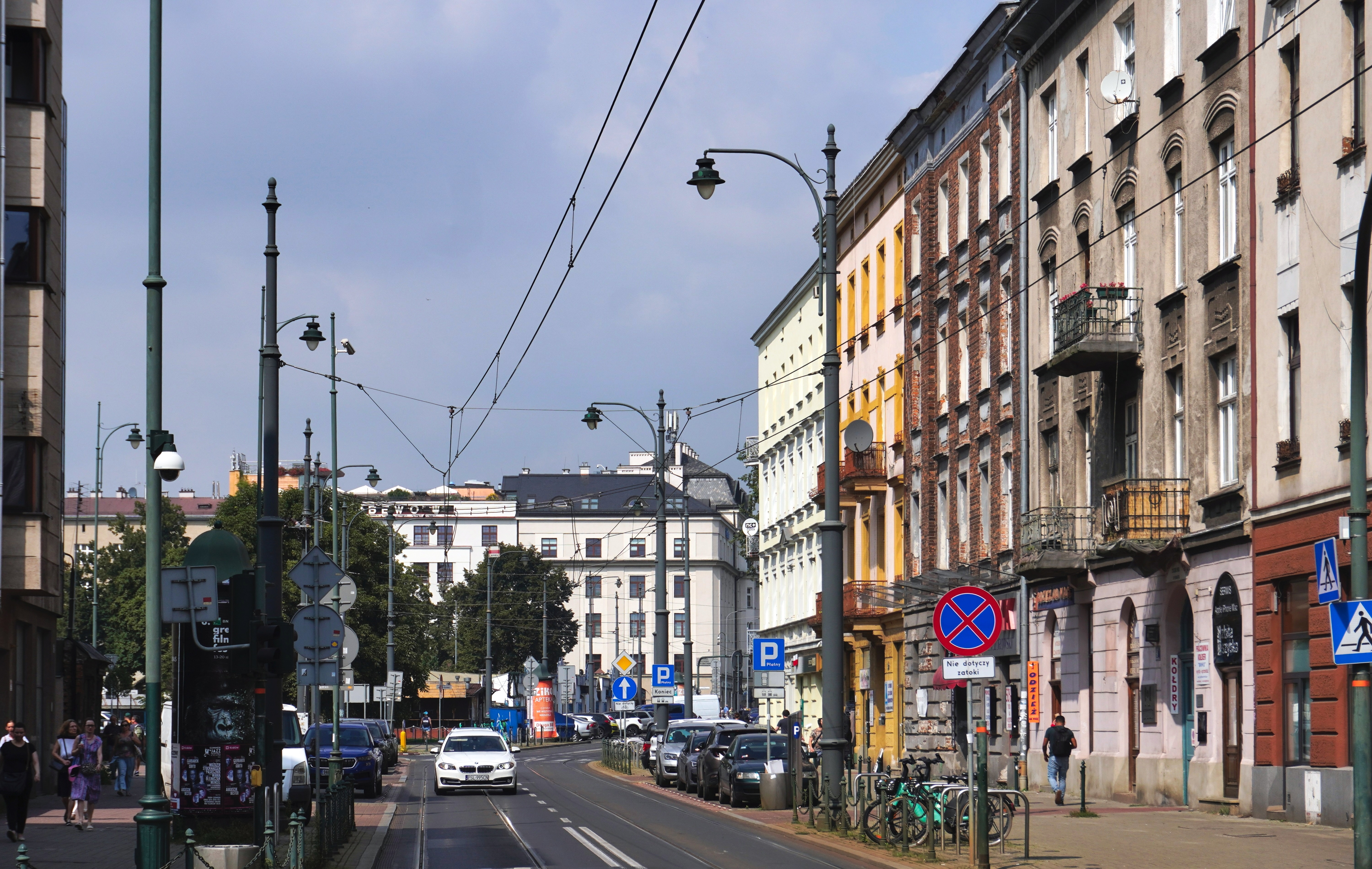
Widok od skrzyżowania z ul. Szlak na północ

## Galeria

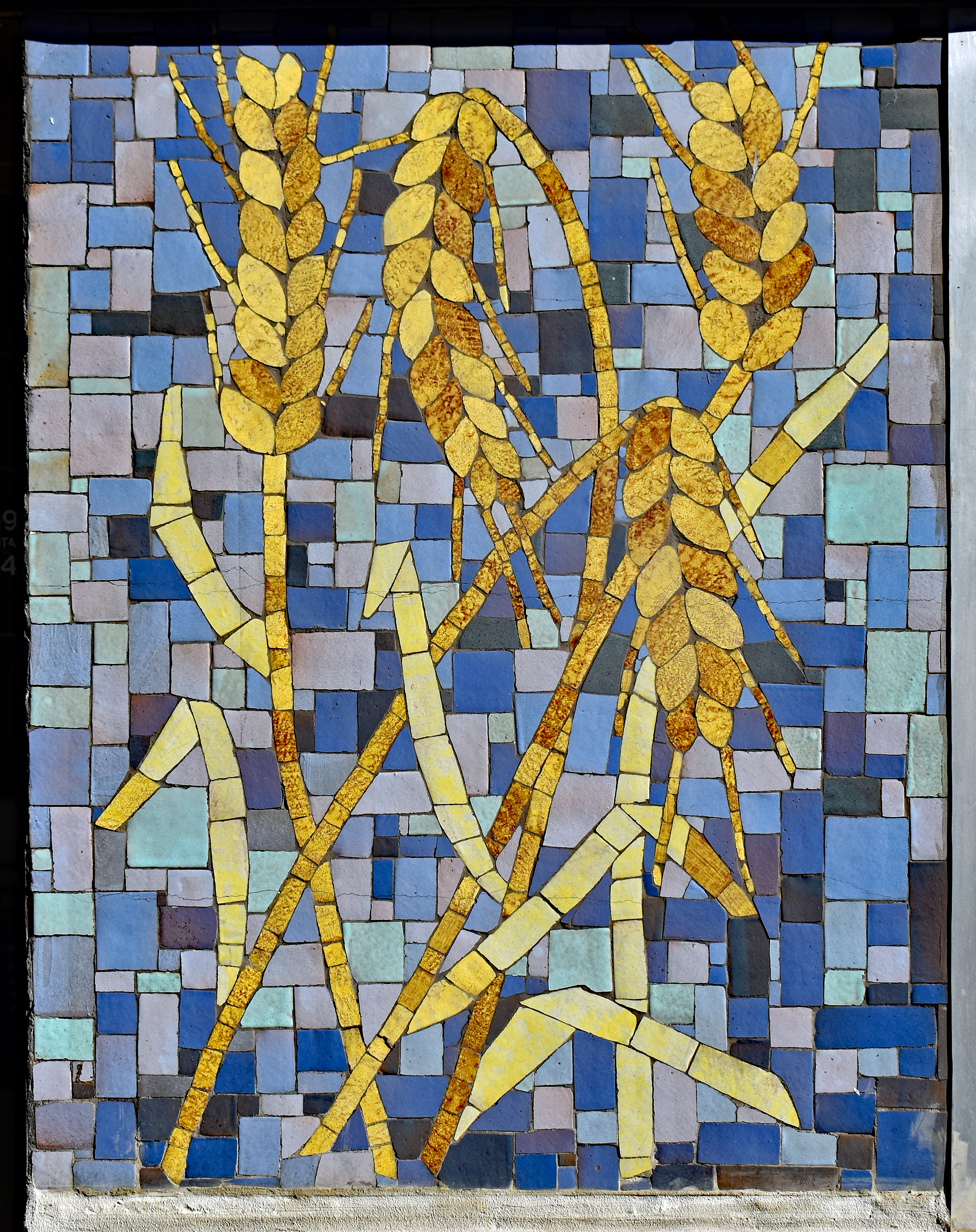
ul. Długa 7 Mozaika „Kłosy” proj. Aniela Szatara-Tymcik, ok. 1969
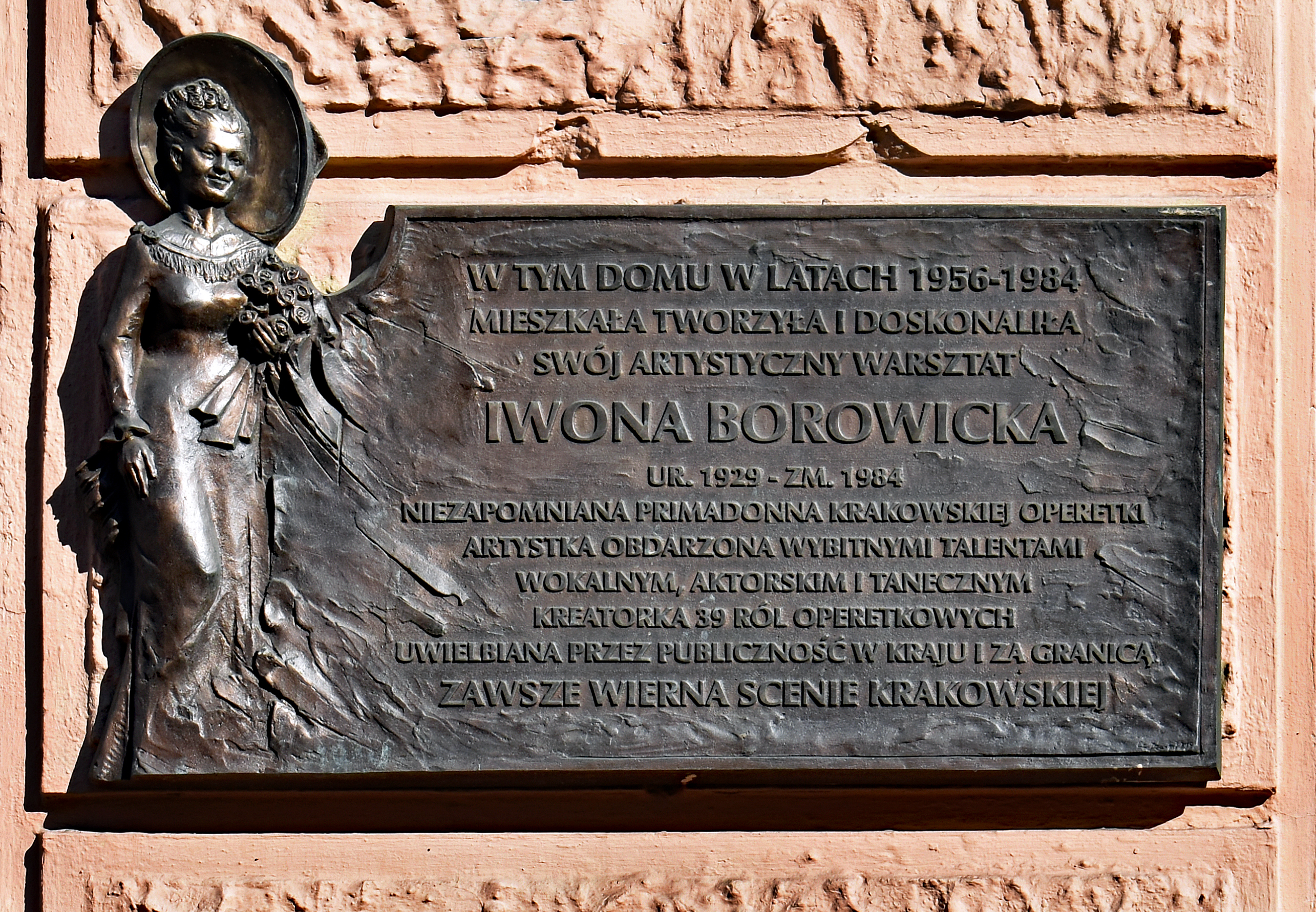
ul. Długa 55 Tablica pamiątkowa Iwony Borowickiej
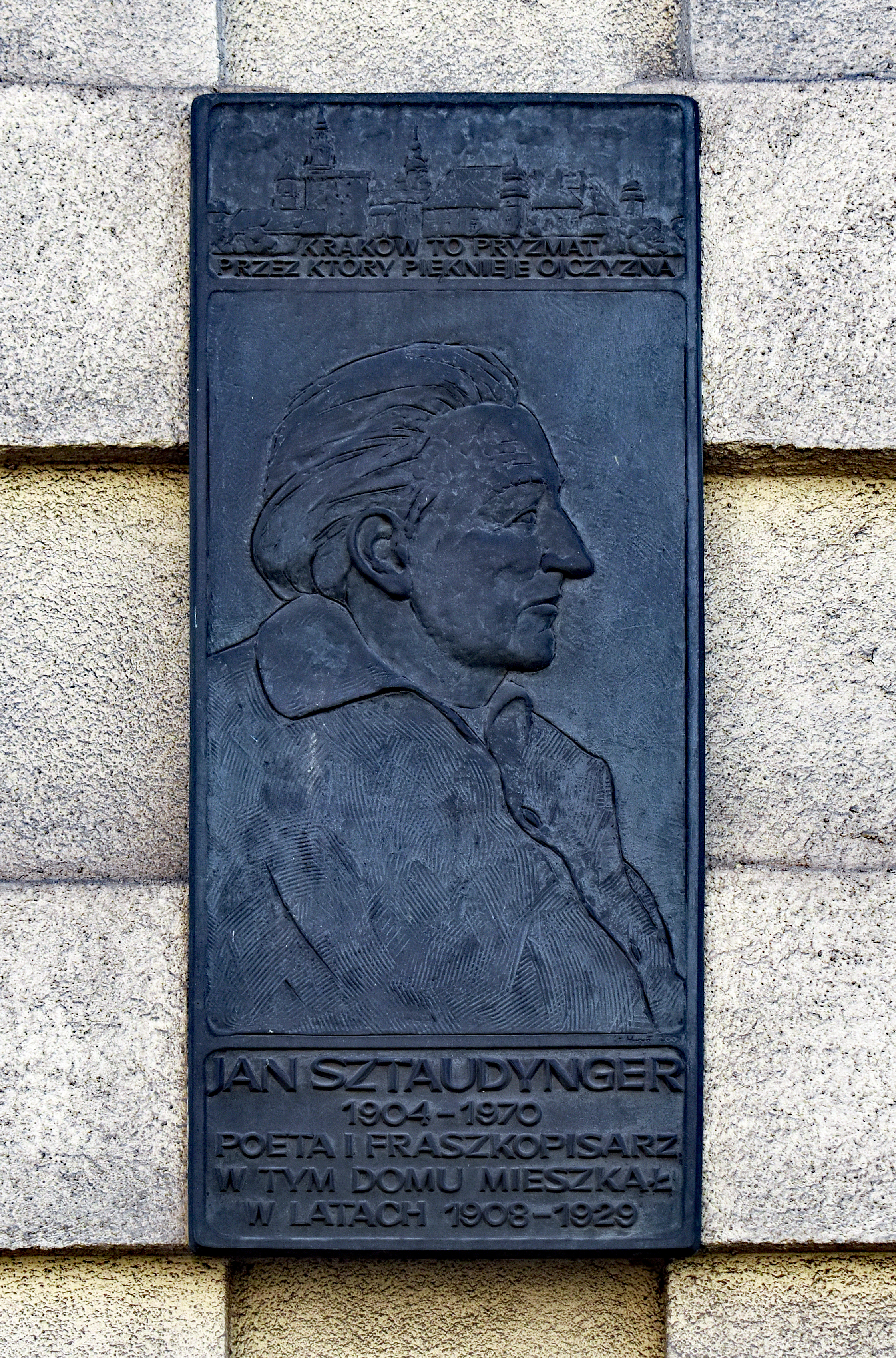
ul. Długa 64 Tablica pamiątkowa Jana Sztaudyngera

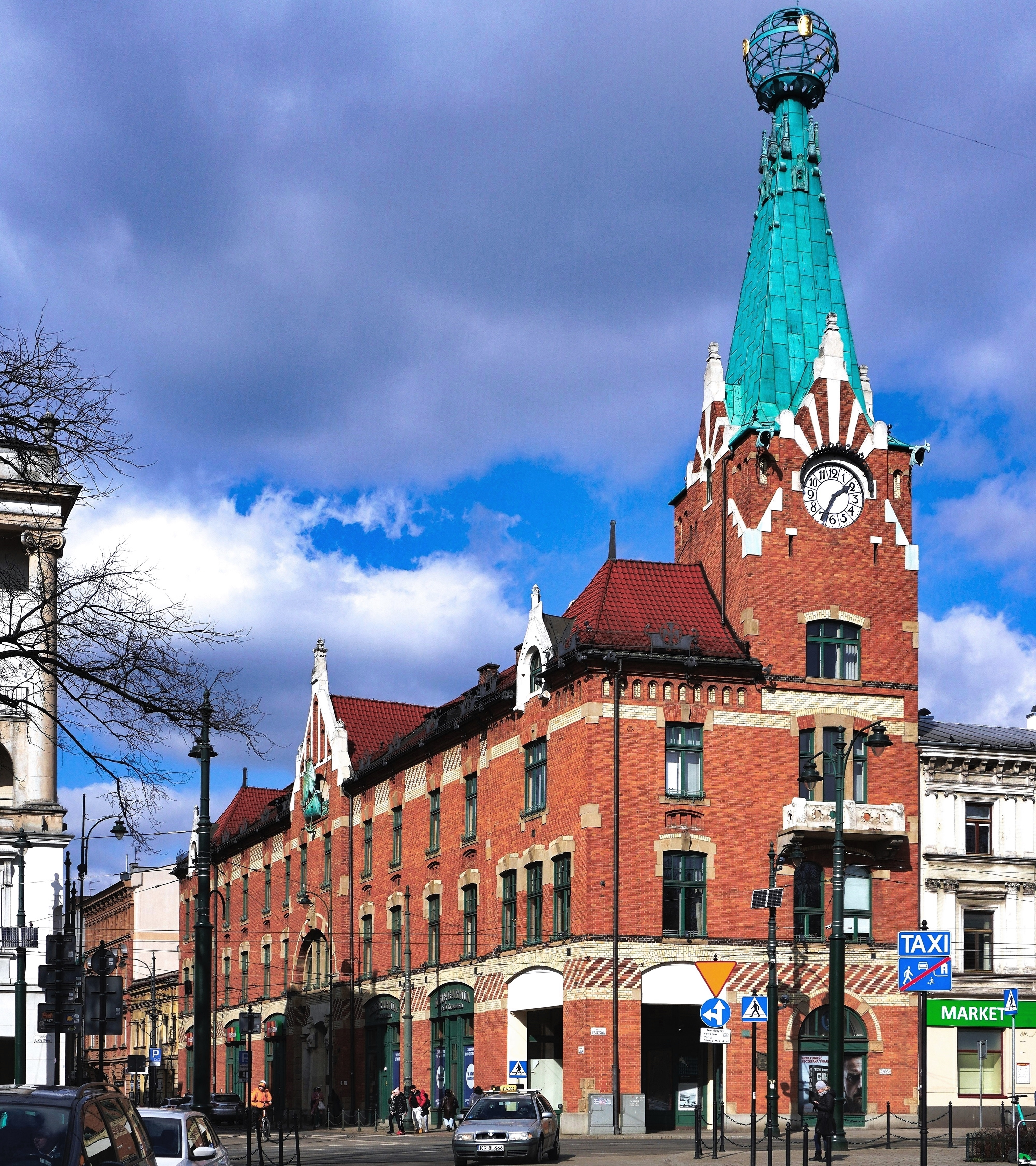
ul. Długa 1 Dom „Pod Globusem” (proj. Tadeusz Stryjeński, Franciszek Mączyński, 1904–1906)
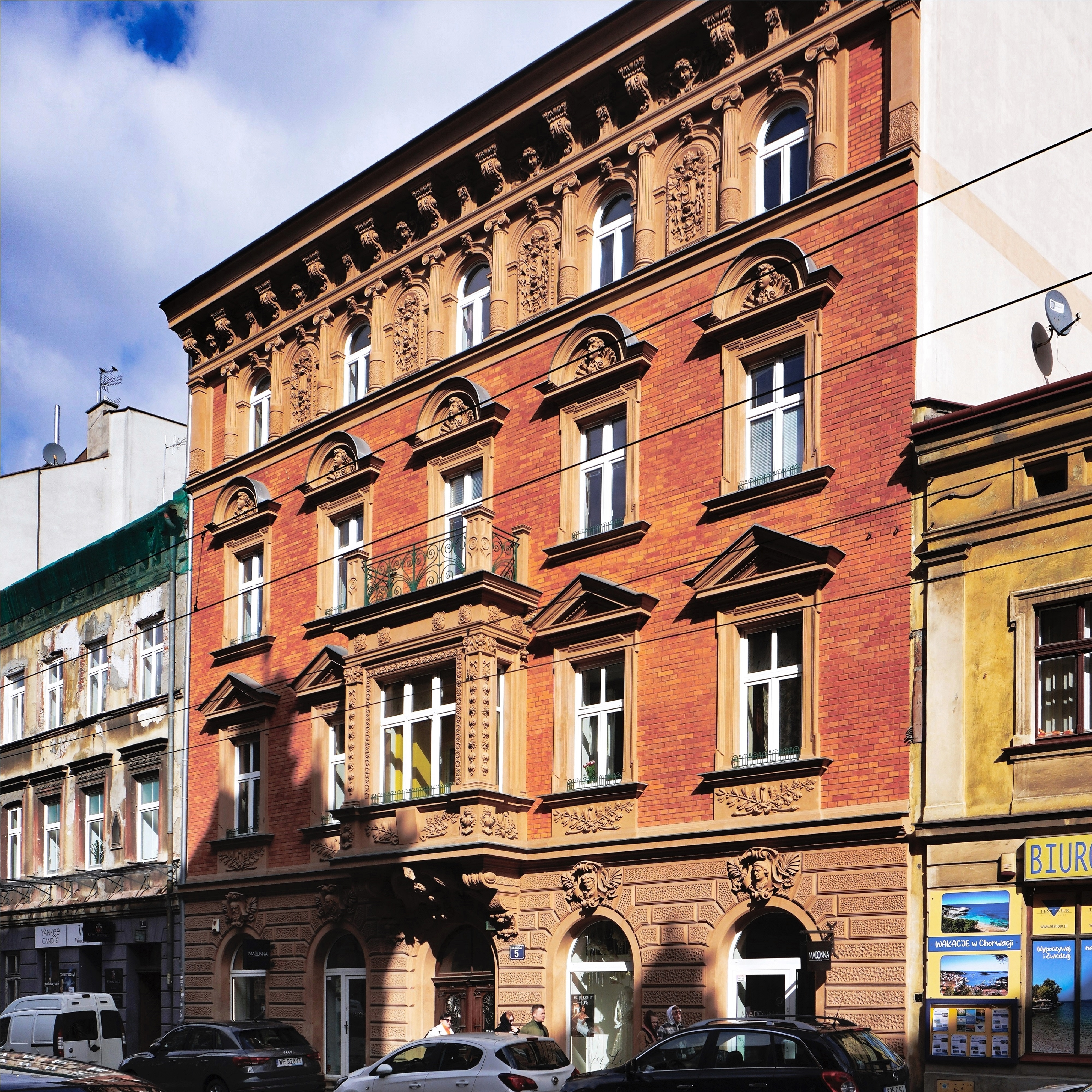
ul. Długa 5 Dom Pod Głowami (proj. Maksymilian Nitsch, 1889)
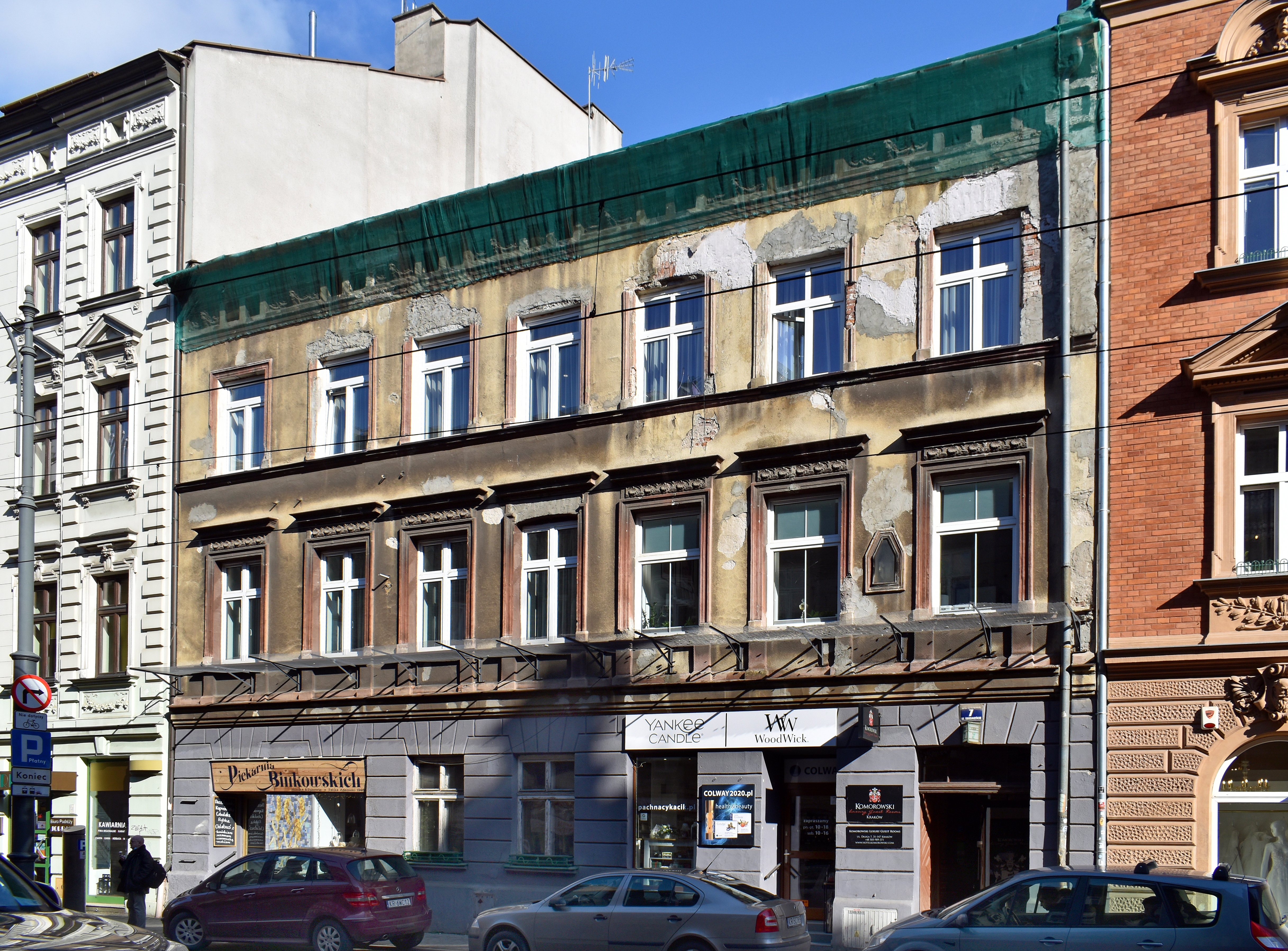
ul. Długa 7 Kamienica, piekarnia (proj. Jacek Matusiński, 1872)
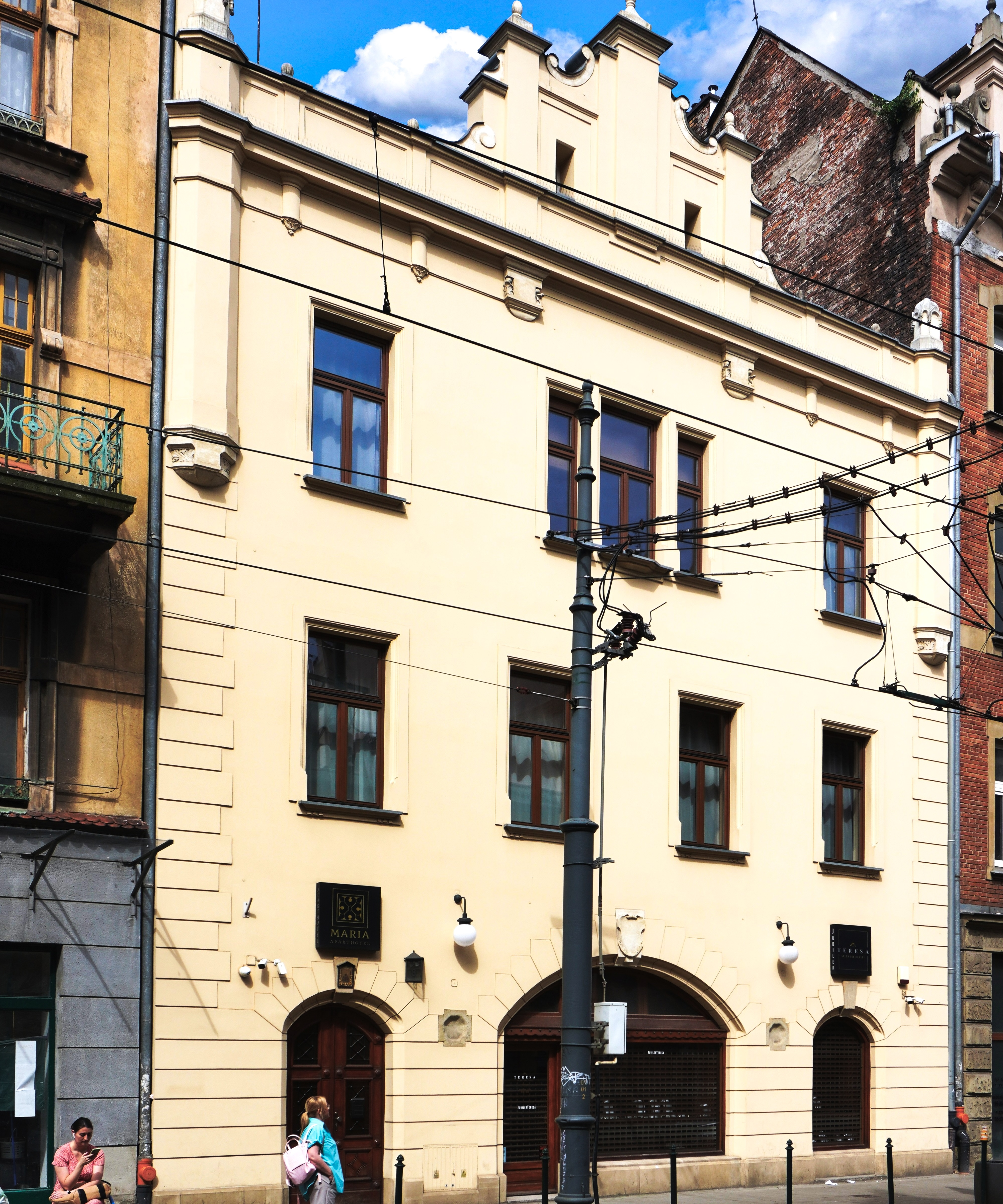
ul. Długa 8 Kamienica (proj. Józef Pokutyński, 1907)
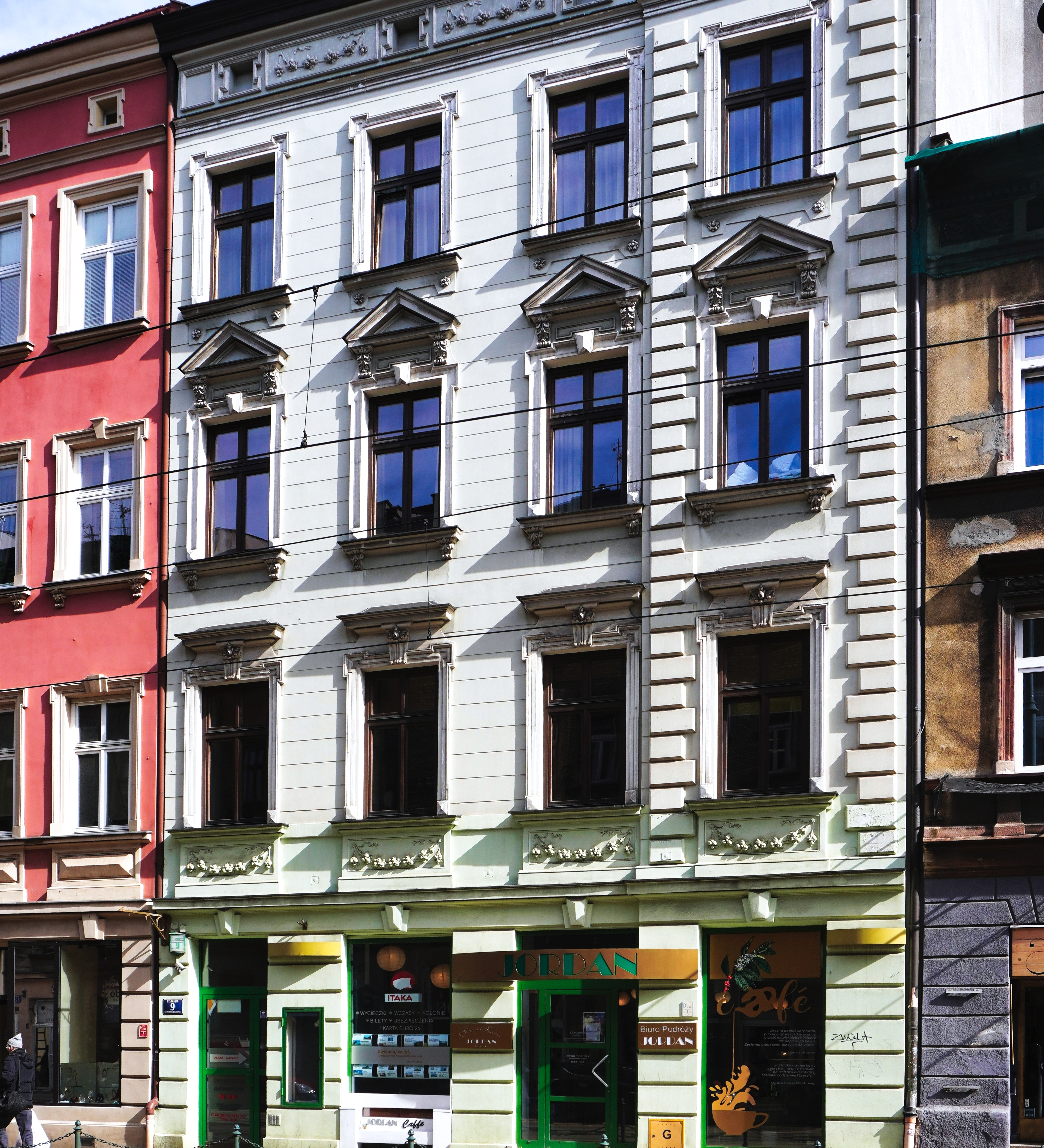
ul. Długa 9 Zabytkowa kamienica (1893)
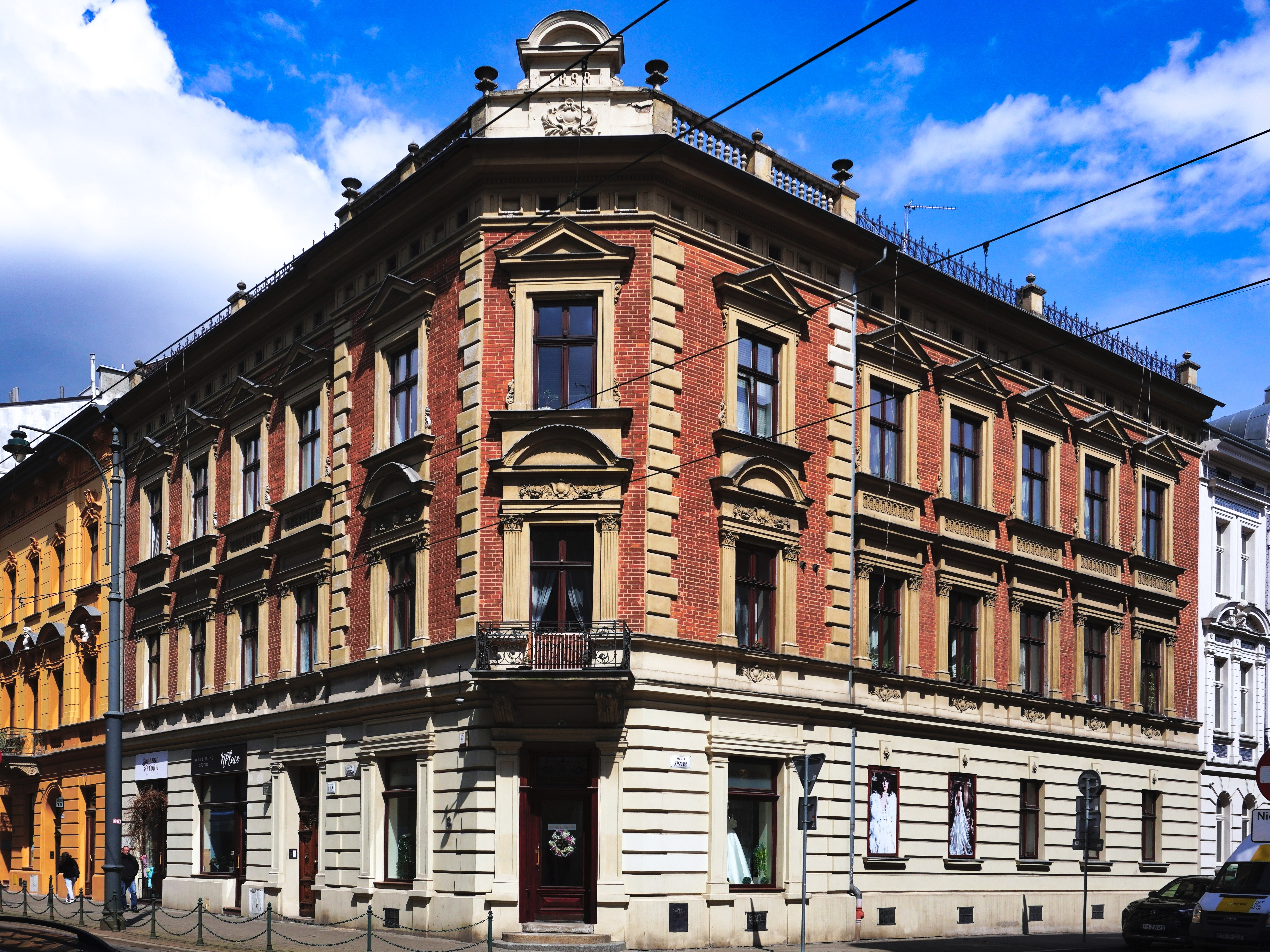
ul. Długa 11a Kamienica (proj. Leopold Tlachna, 1892–1895)
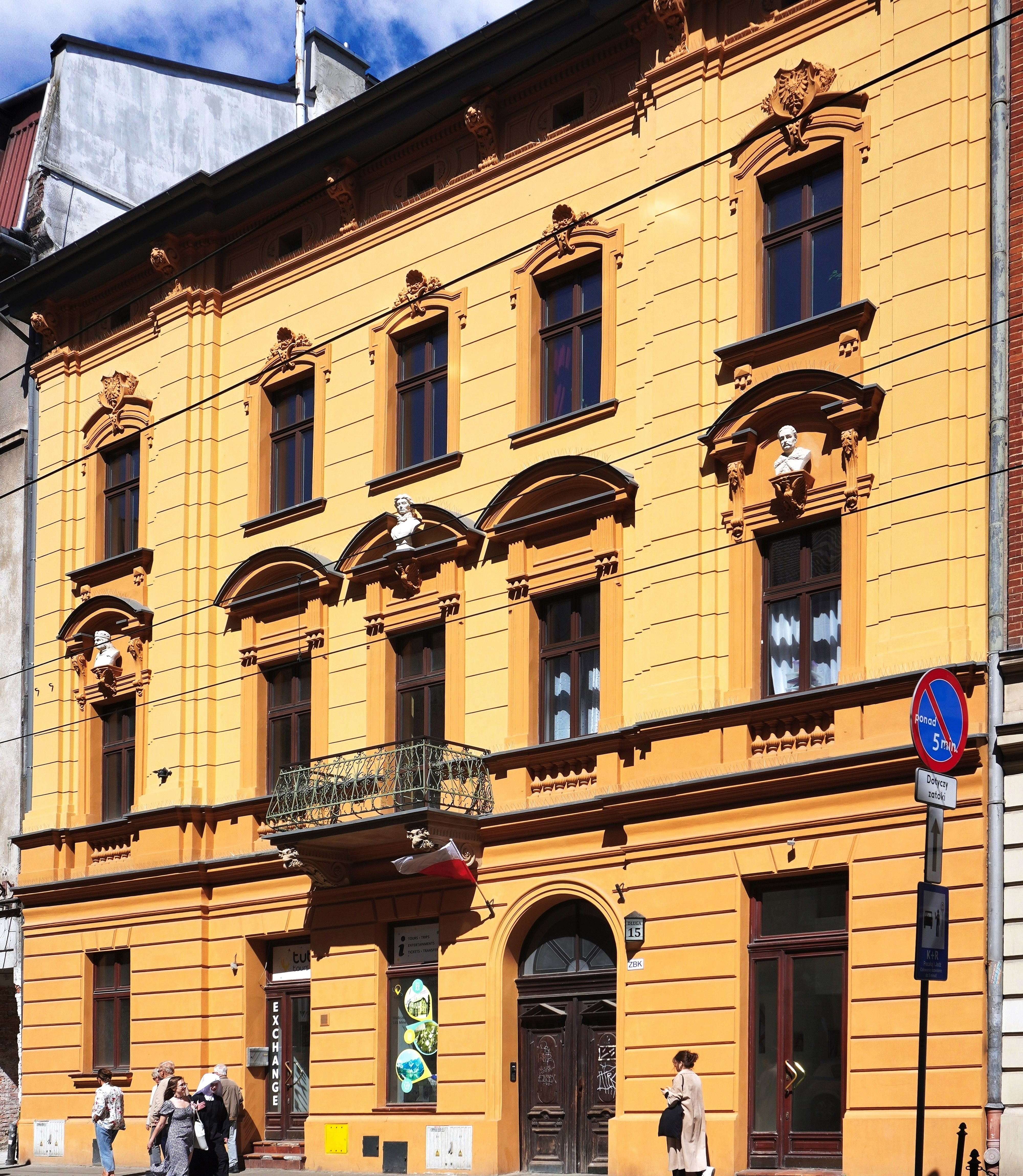
ul. Długa 15 Kamienica (proj. Leopold Tlachna, 1893–1894)
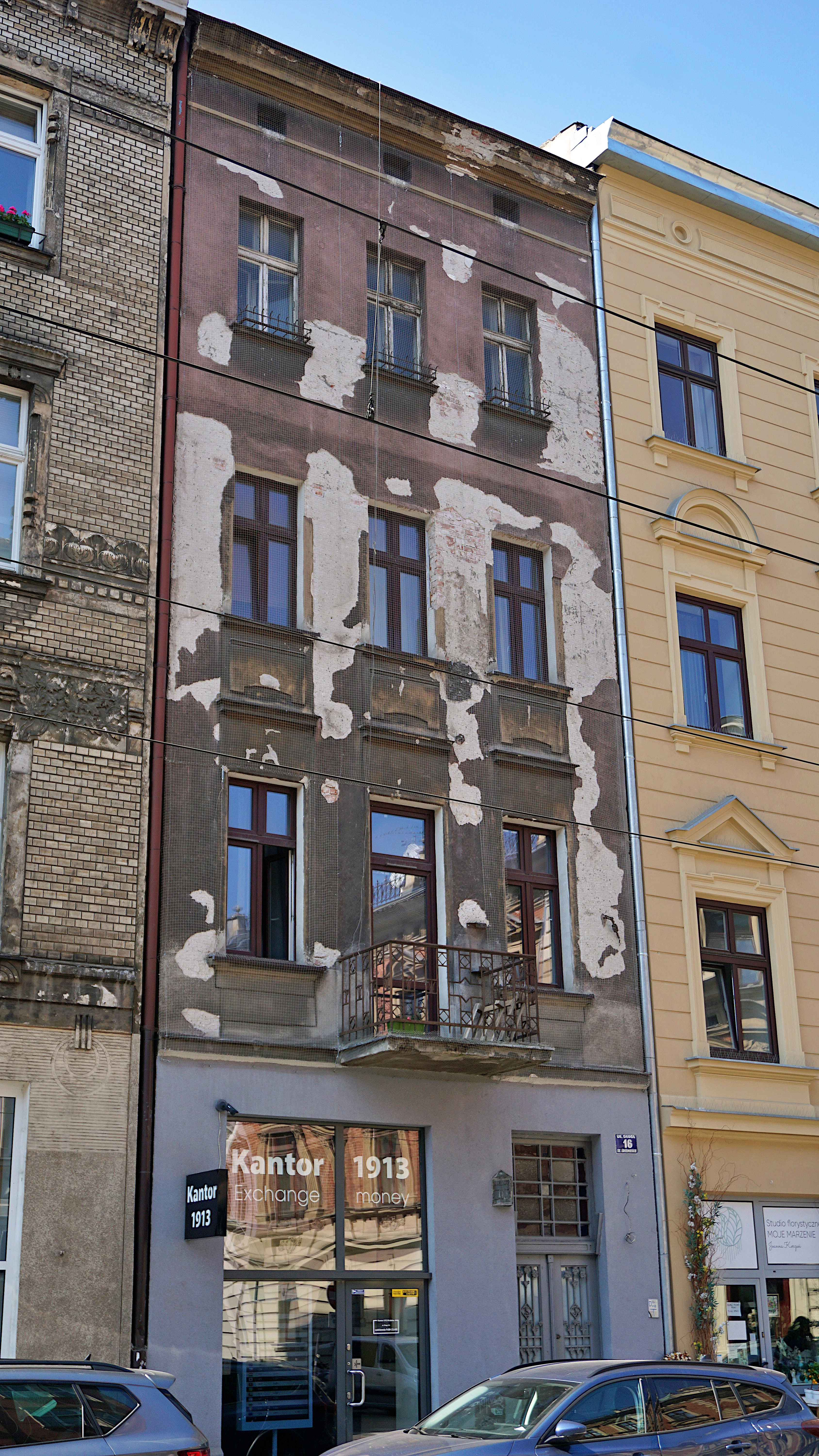
ul. Długa 16 Kamienica (proj. Stanisław Nowakowski, Aleksander Denker, 1908)
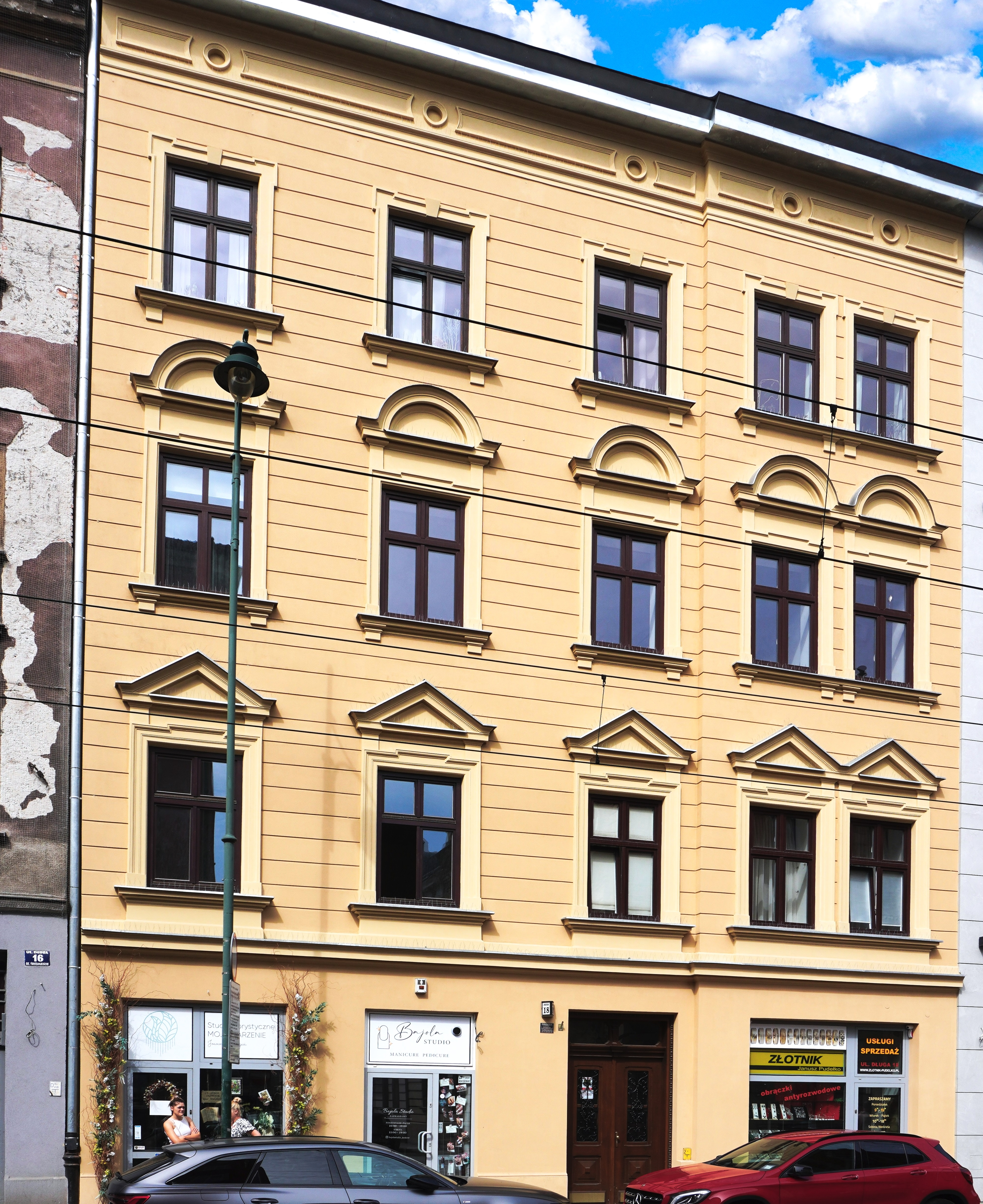
ul. Długa 18 Kamienica (proj. Beniamin Torbe, 1898)
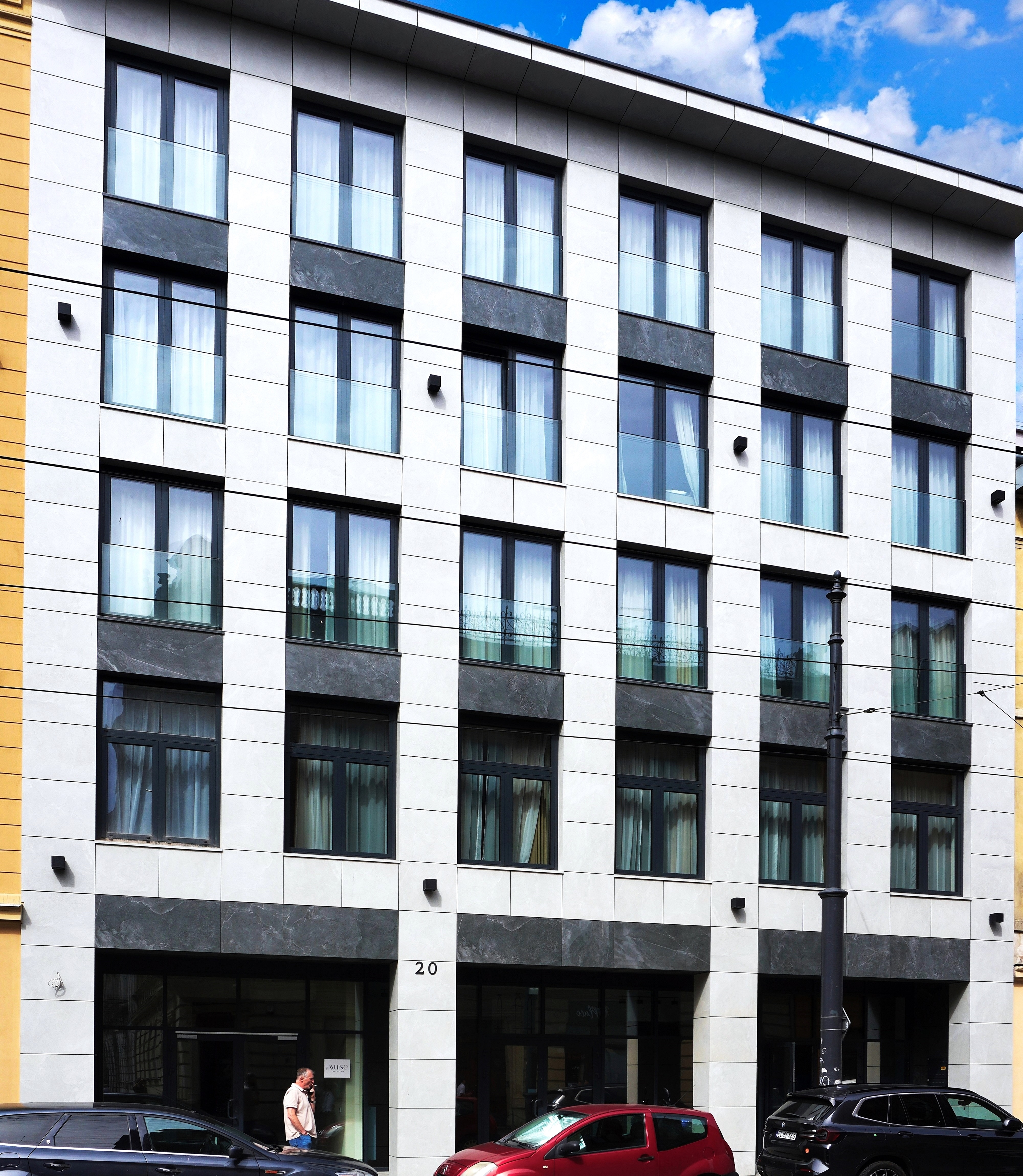
ul. Długa 20 Kamienica (2020–2021)
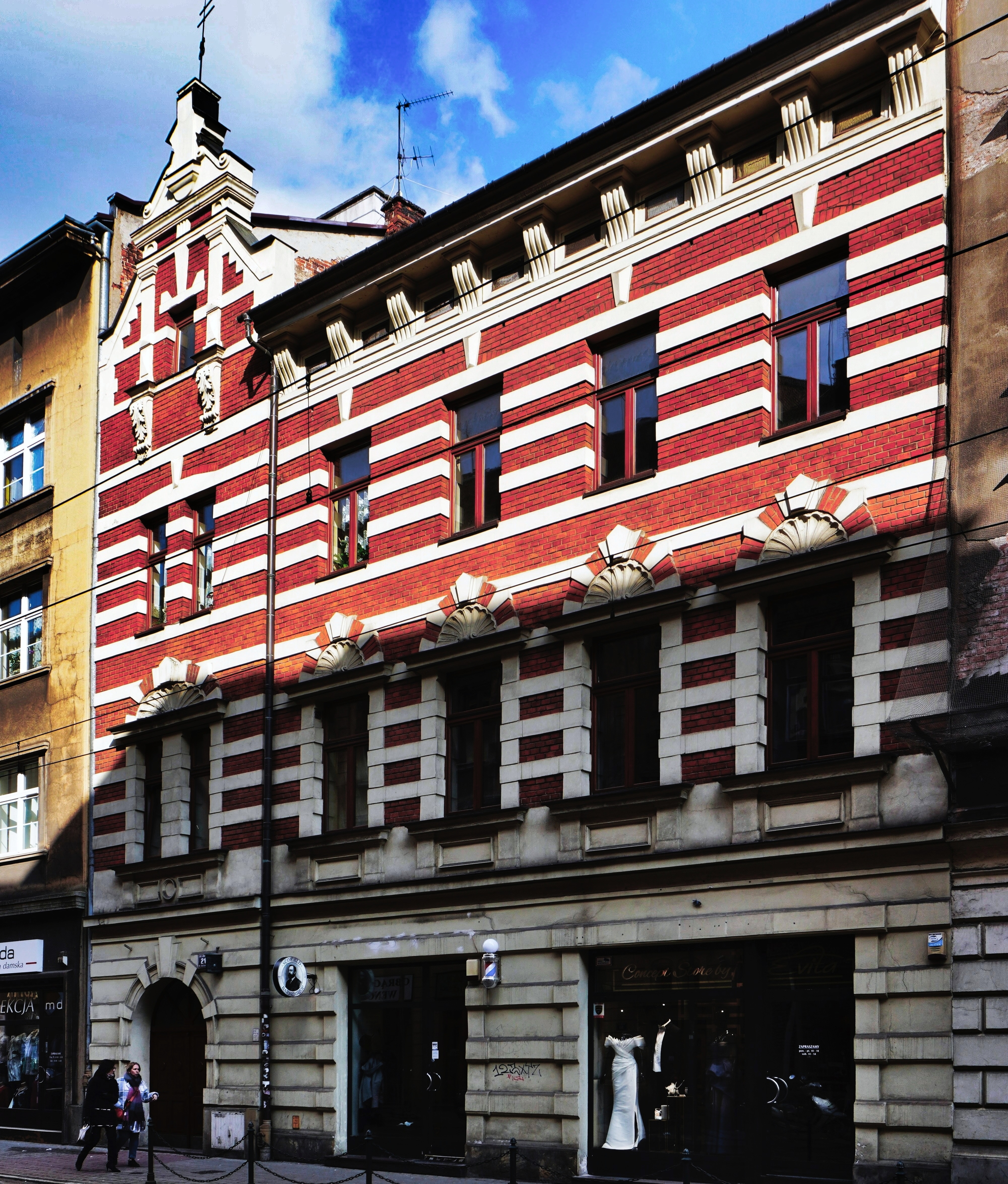
ul. Długa 21 Zabytkowa kamienica (1895)
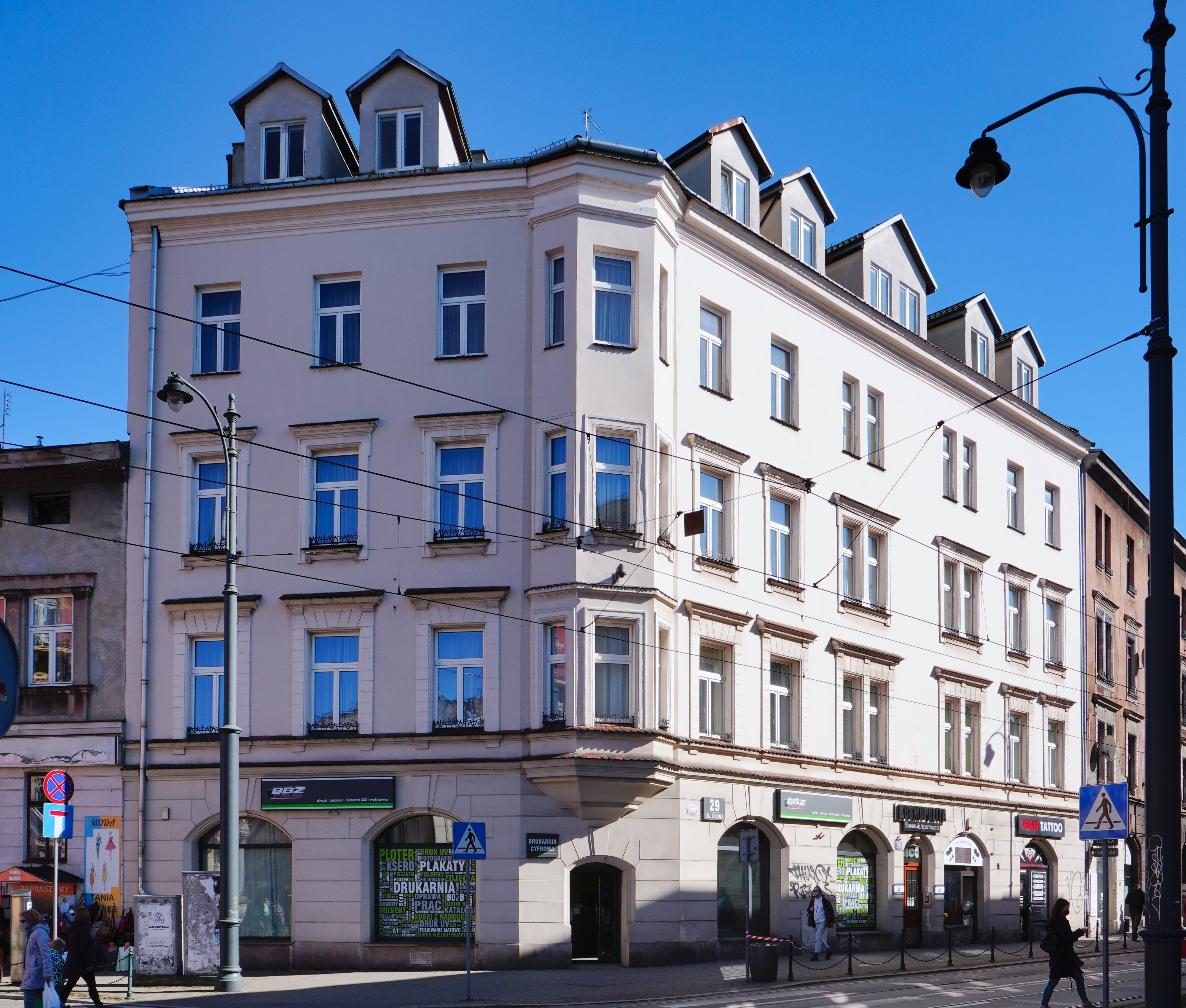
ul. Długa 29 Kamienica (proj. Józef Pokutyński, 1910)
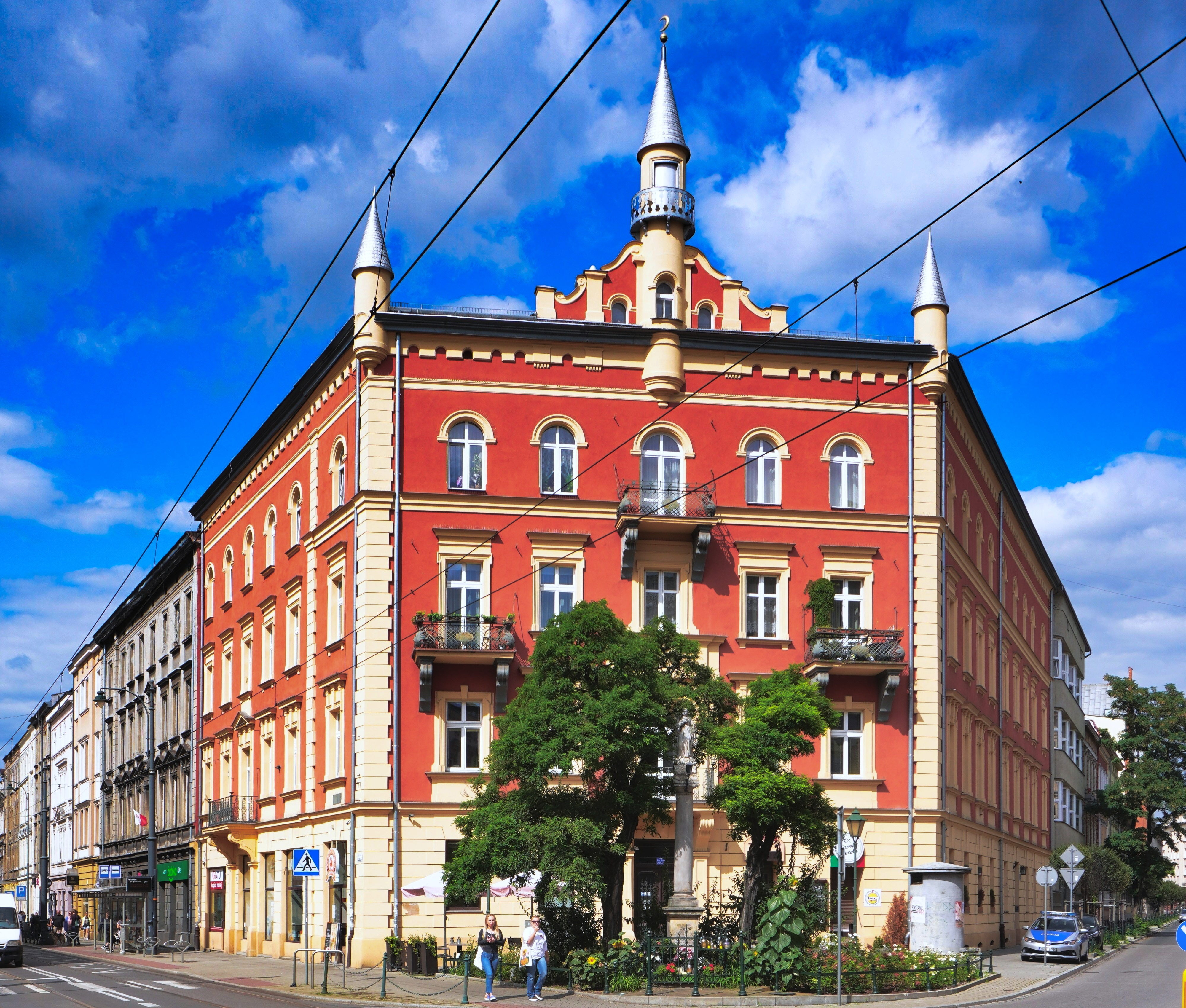
ul. Długa 31 Dom Turecki (proj. Henryk Lamensdorf, 1910 – przebudowa)
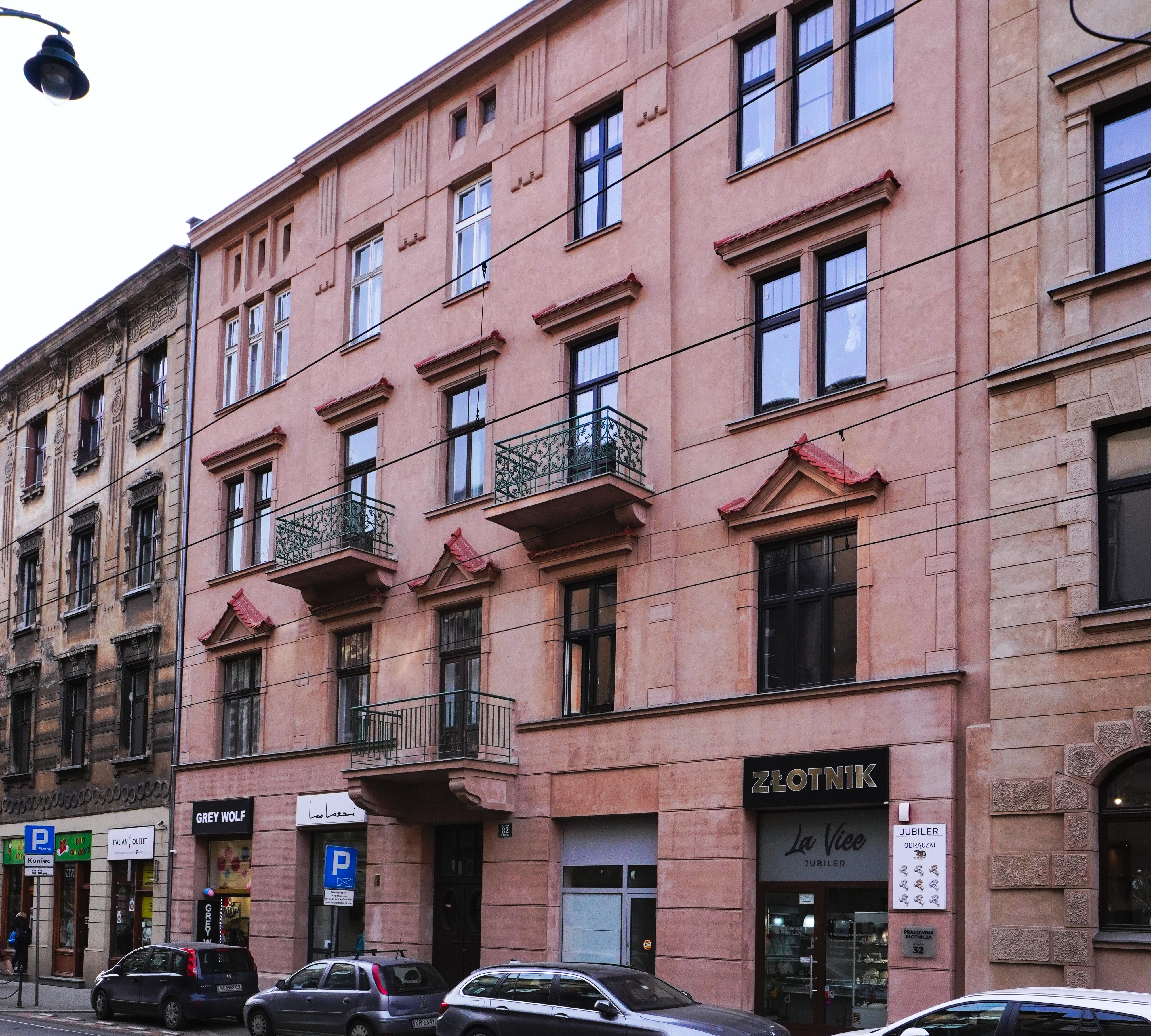
ul. Długa 32 Kamienica (proj. Władysław Kleinberger, 1909)
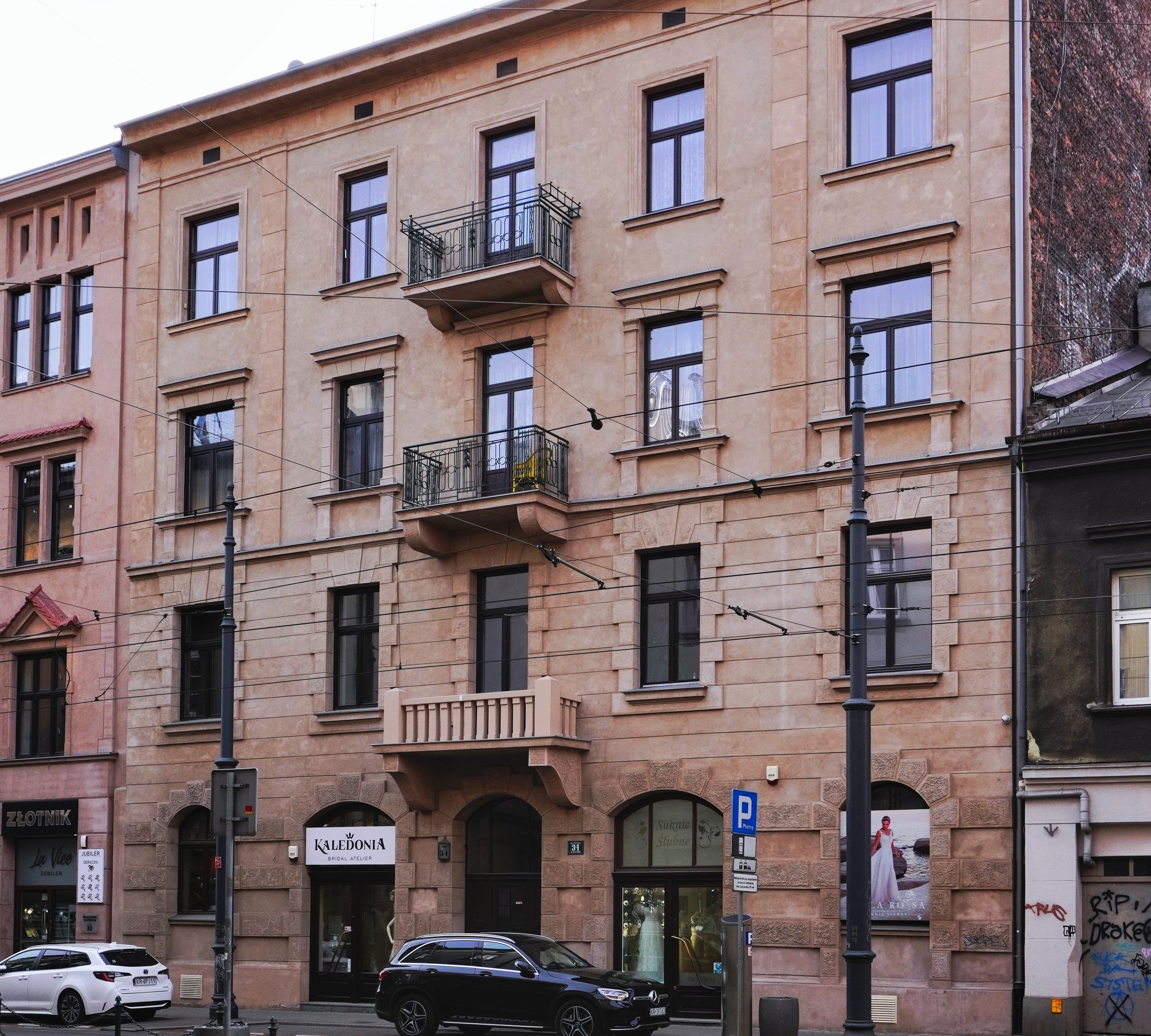
ul. Długa 34 Kamienica (proj. Władysław Kleinberger, 1911)
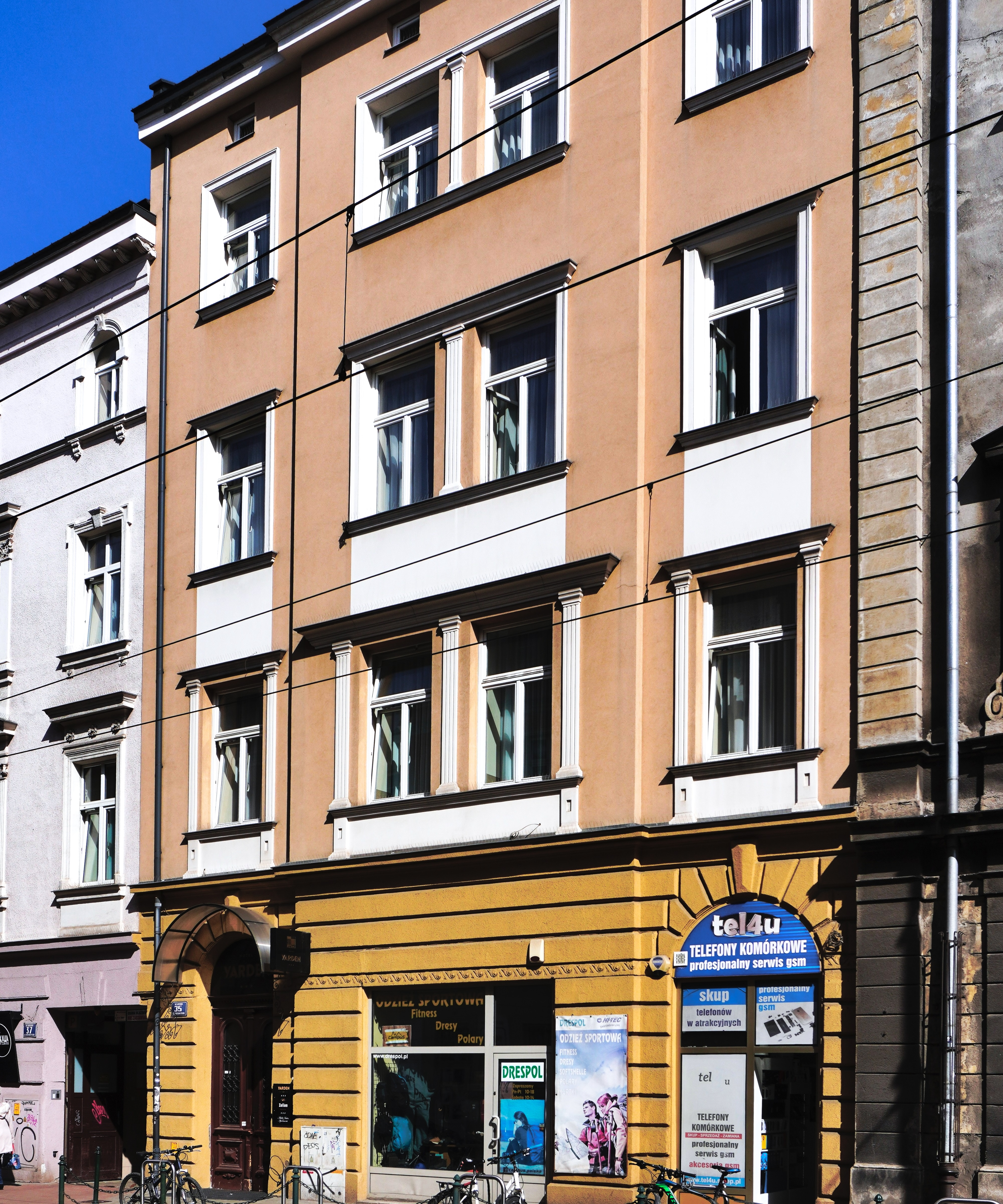
ul. Długa 35 Kamienica (1890)
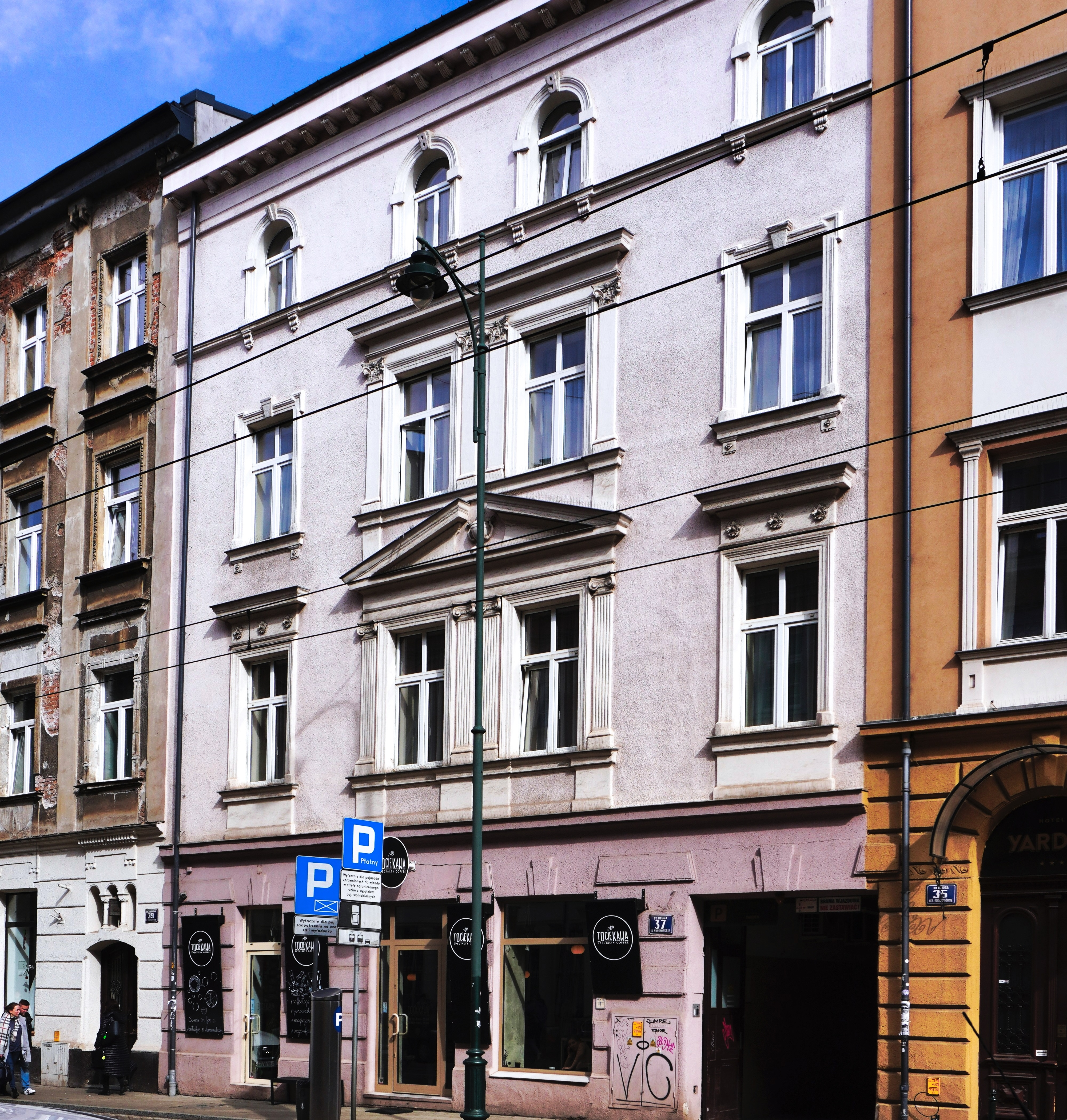
ul. Długa 37 Zabytkowa kamienica (proj. Stefan Ertel, 1891–1892)
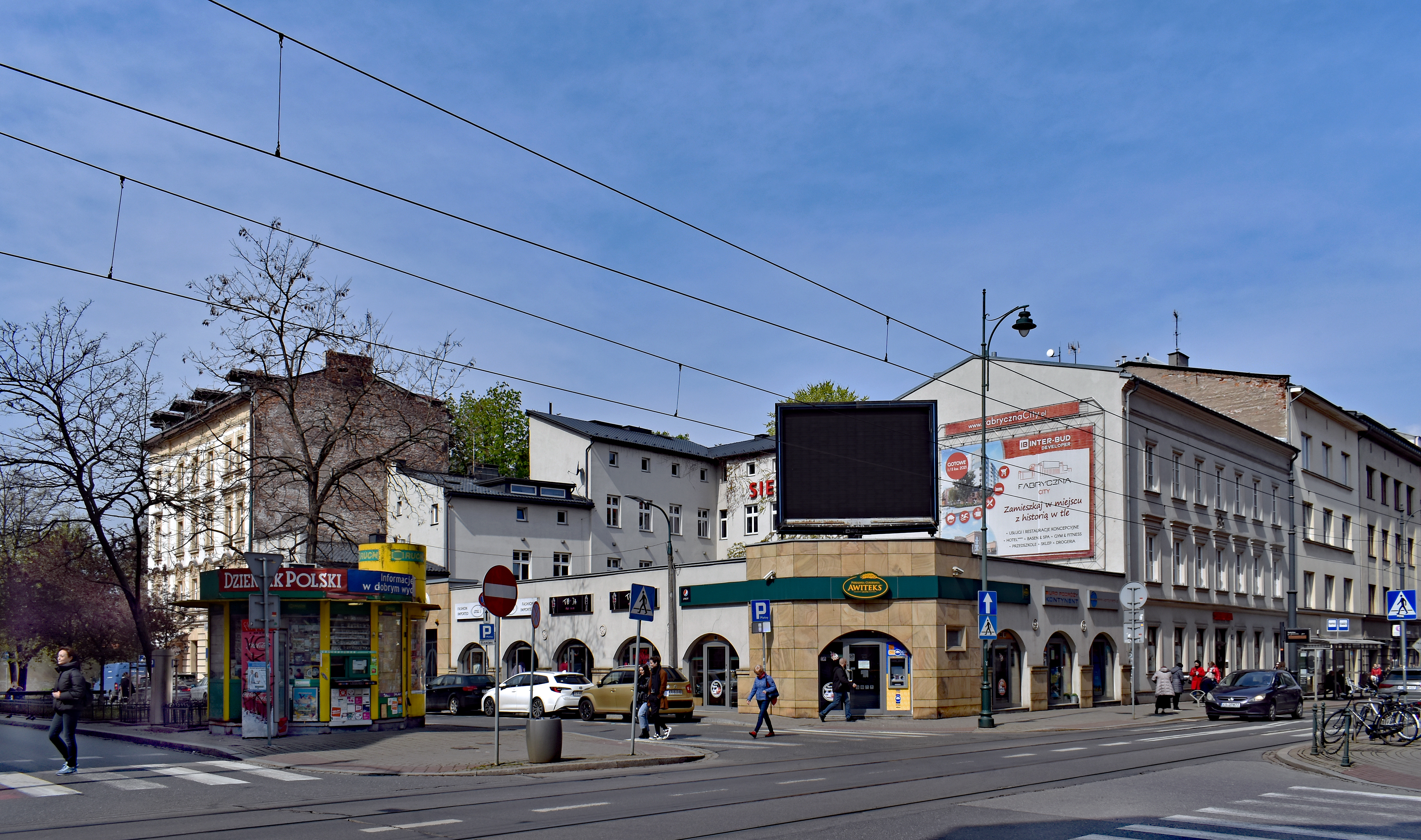
ul. Długa 40 (ul. Słowiańska 4-6) Sklepy, 1875. W tym miejscu do początków XIX wieku stał budynek kościoła Świętego Krzyża.
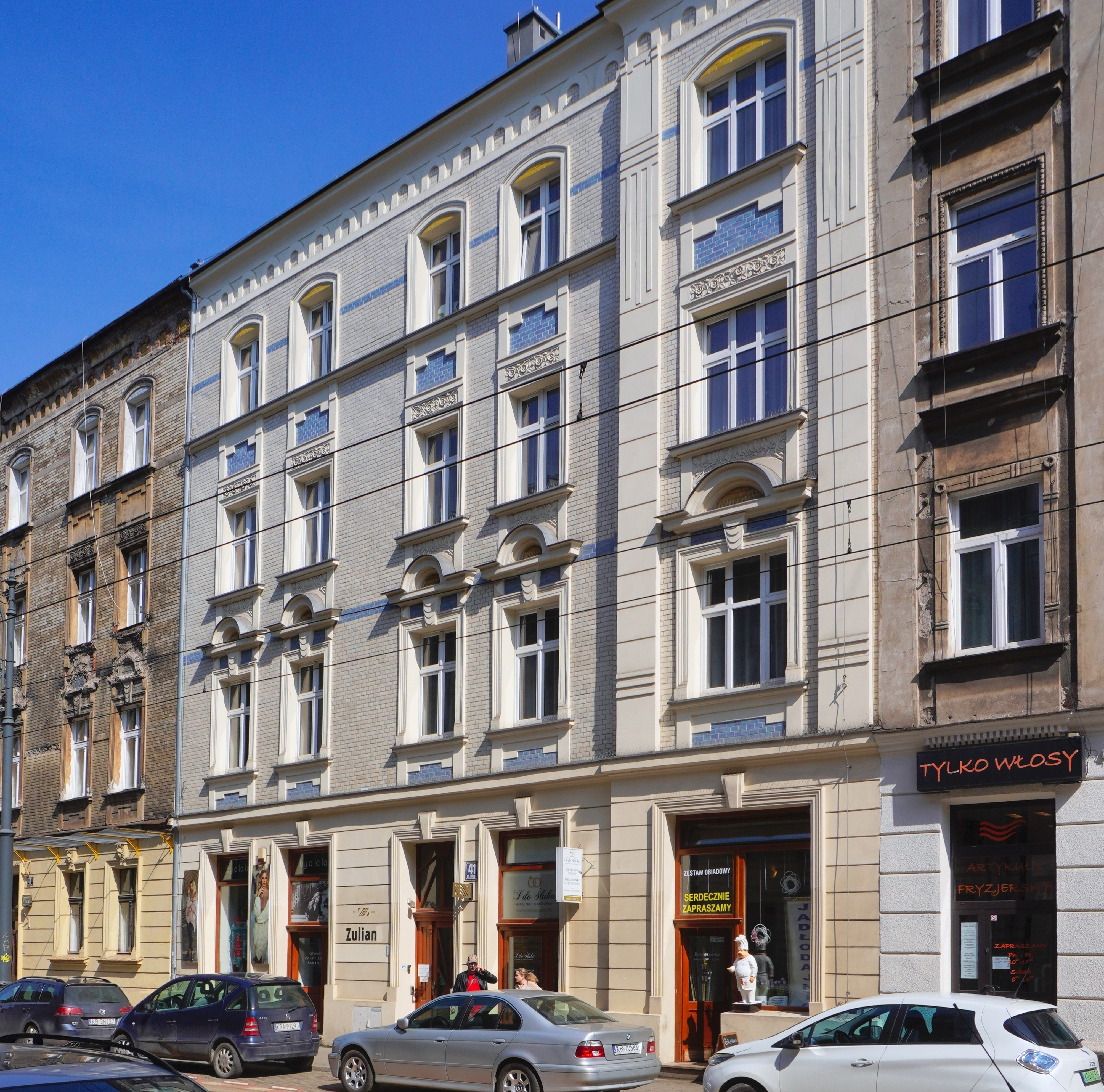
ul. Długa 41 Kamienica (proj. Aleksander Biborski, 1905–1906)
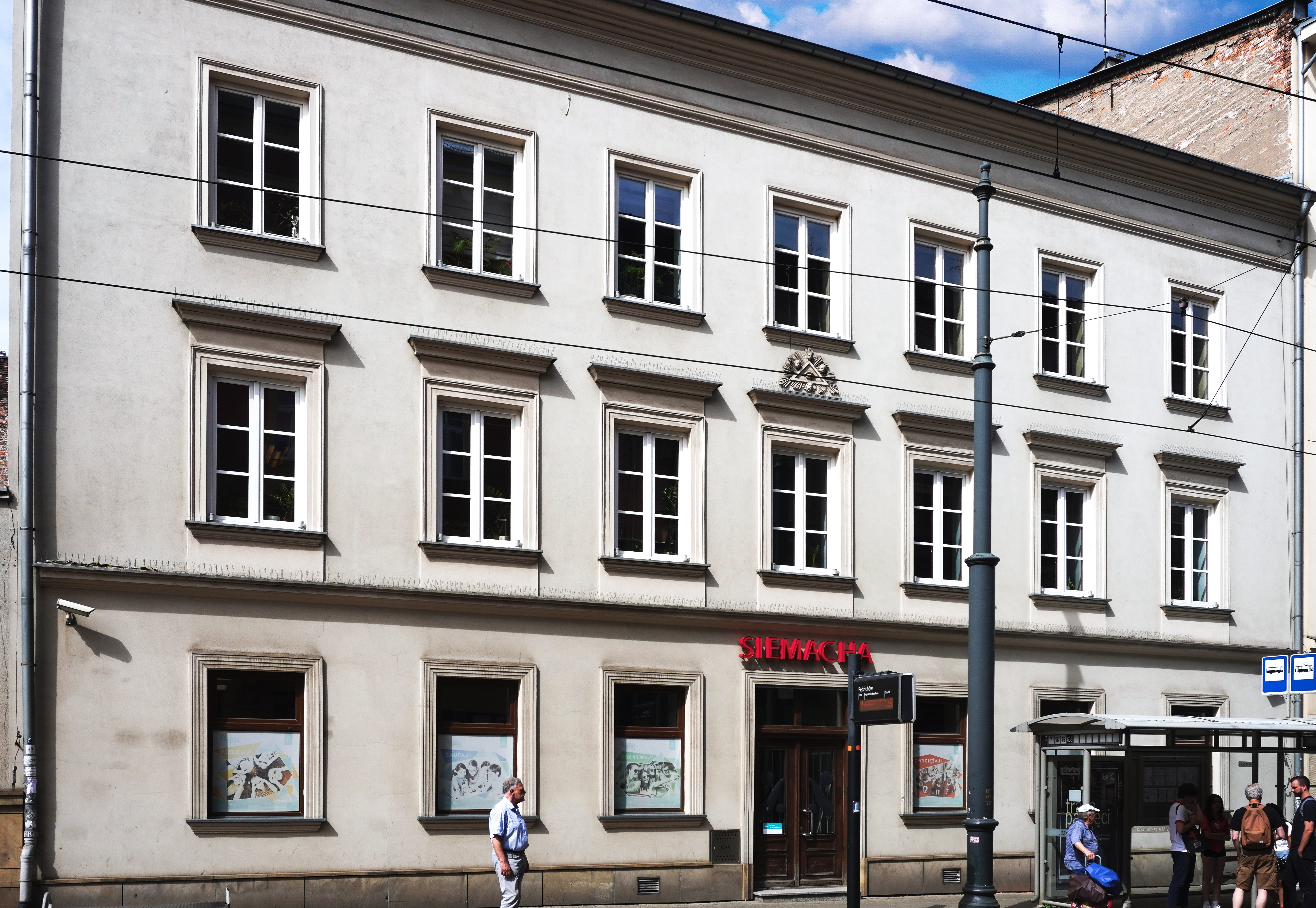
ul. Długa 42 Kamienica, siedziba Stowarzyszenia Siemacha (proj. Jacek Matusiński, 1874)
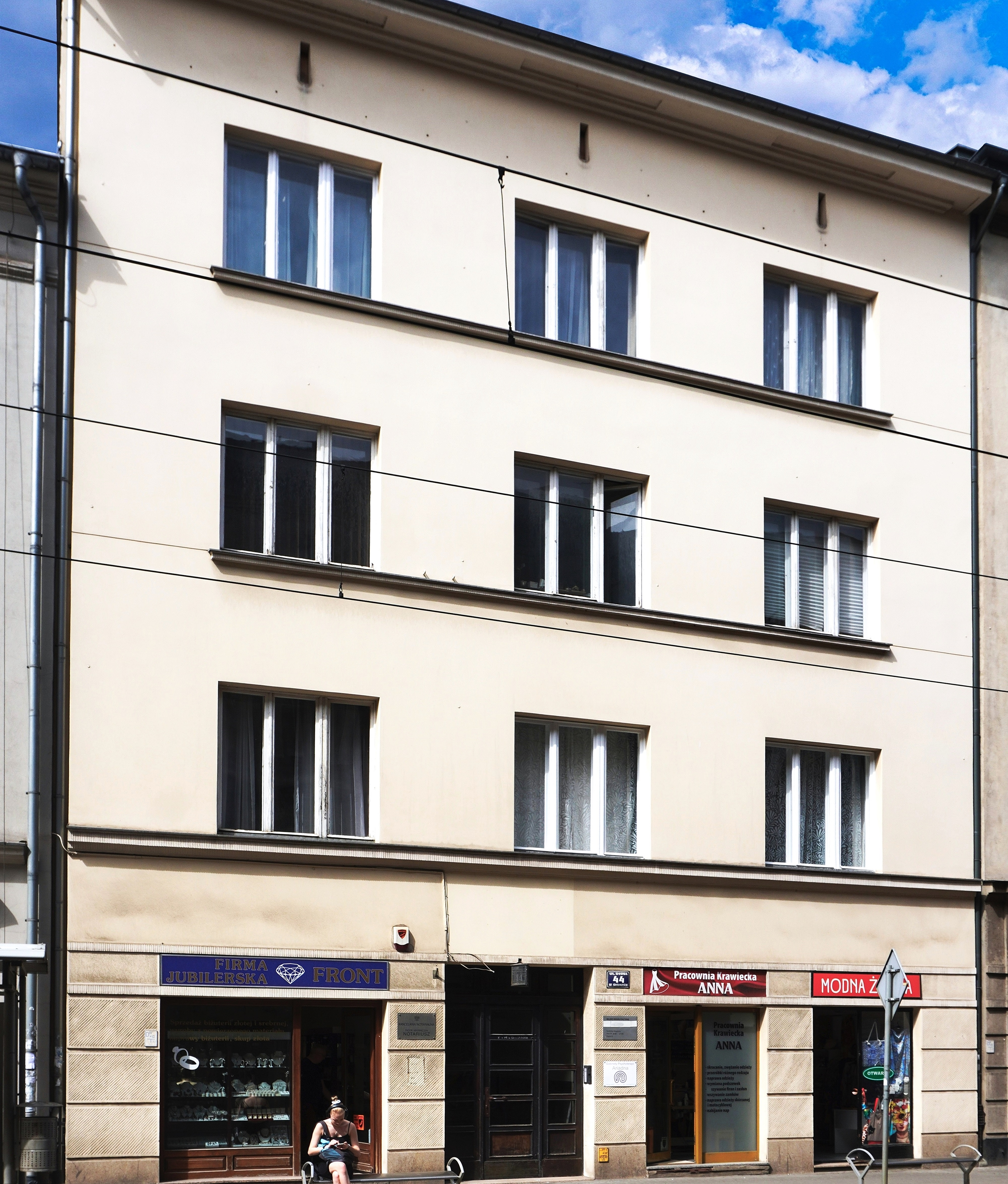
ul. Długa 44 Modernistyczna kamienica (ok. 1930)
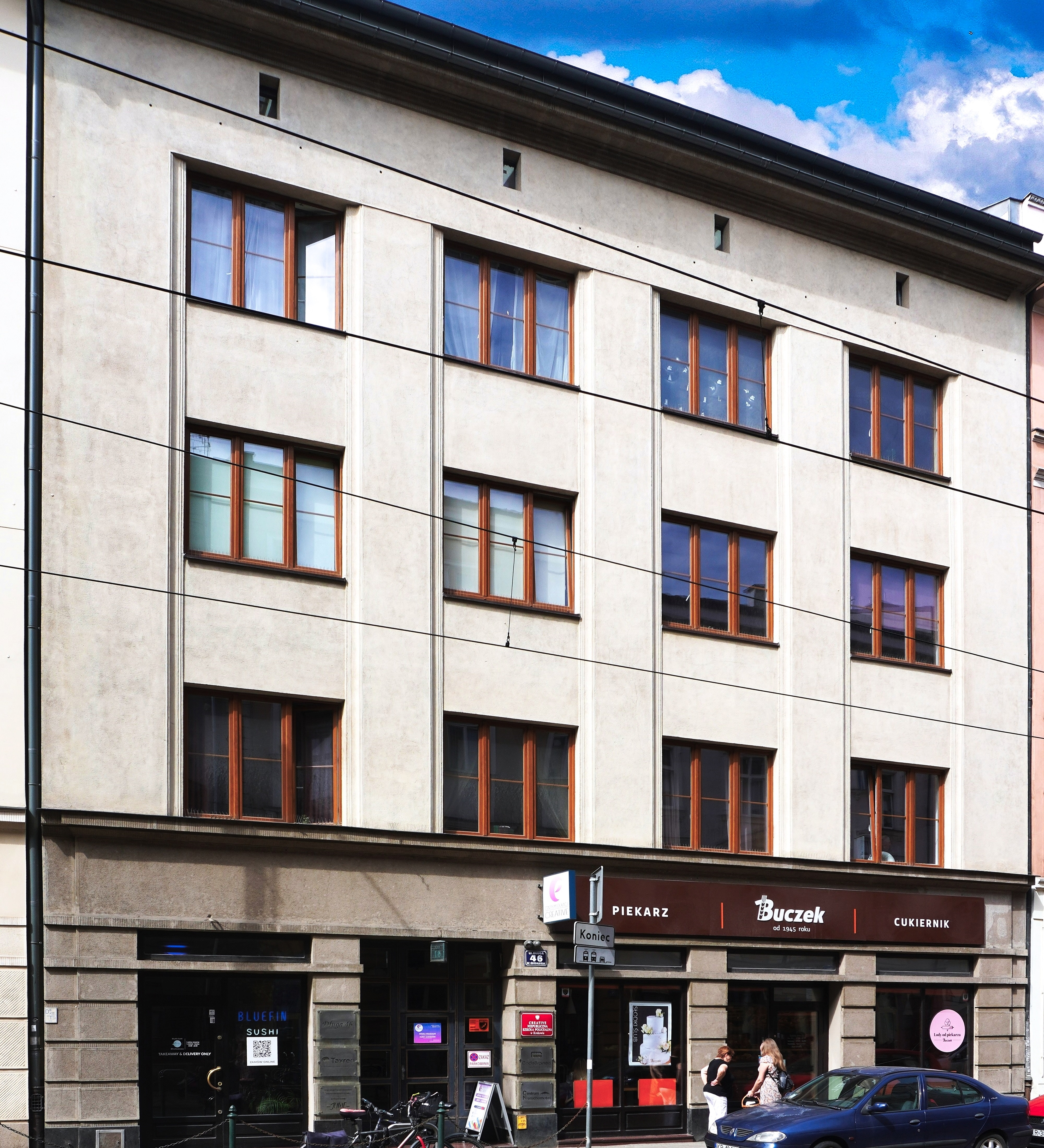
ul. Długa 46 Modernistyczna kamienica (ok. 1930)
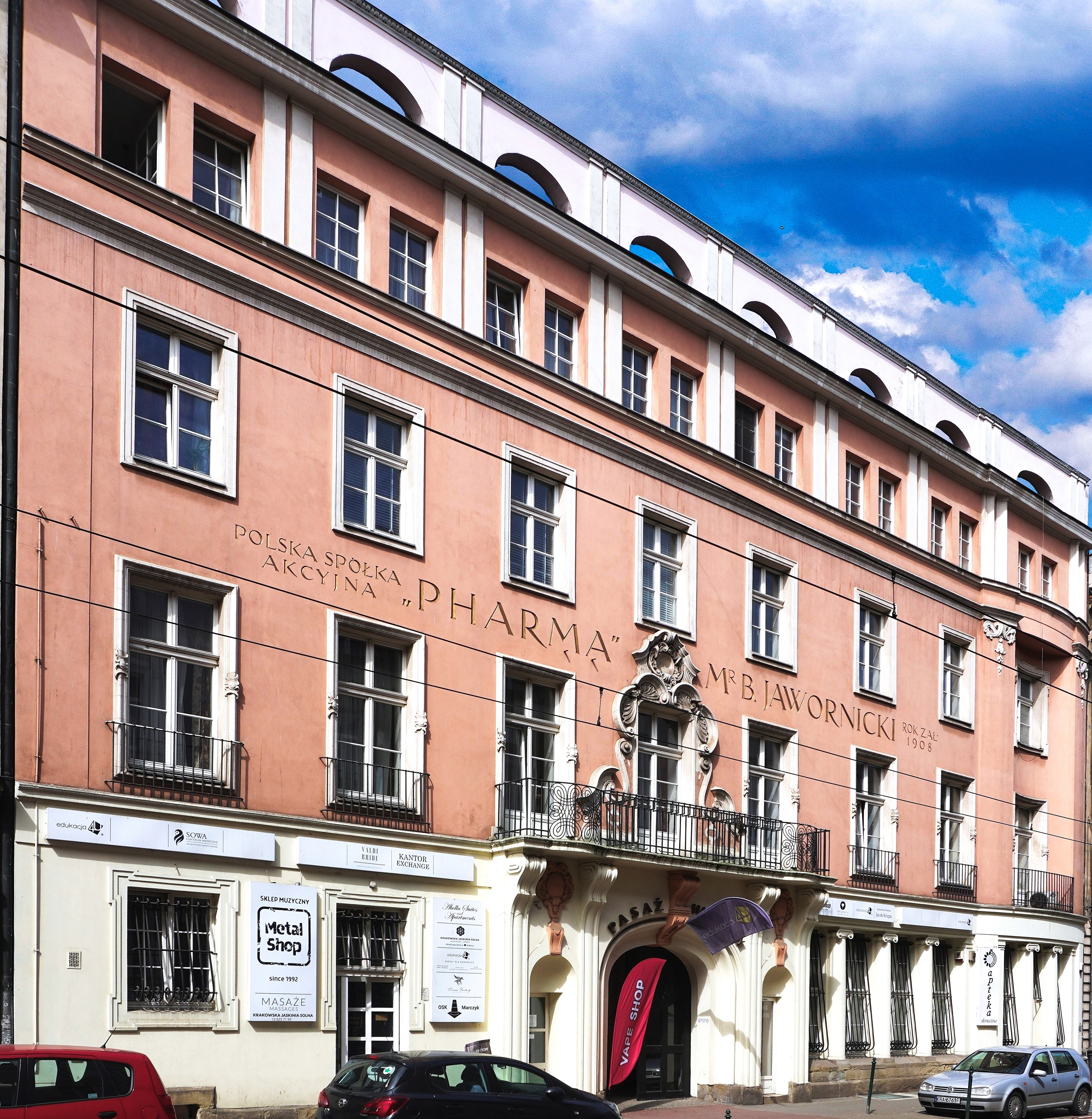
ul. Długa 48 Kamienica, dawna hutrownia apteczna i wytwórnia leków Spółki Akcyjnej „Pharma” (proj. Ludwik Wojtyczko, 1920–1923)
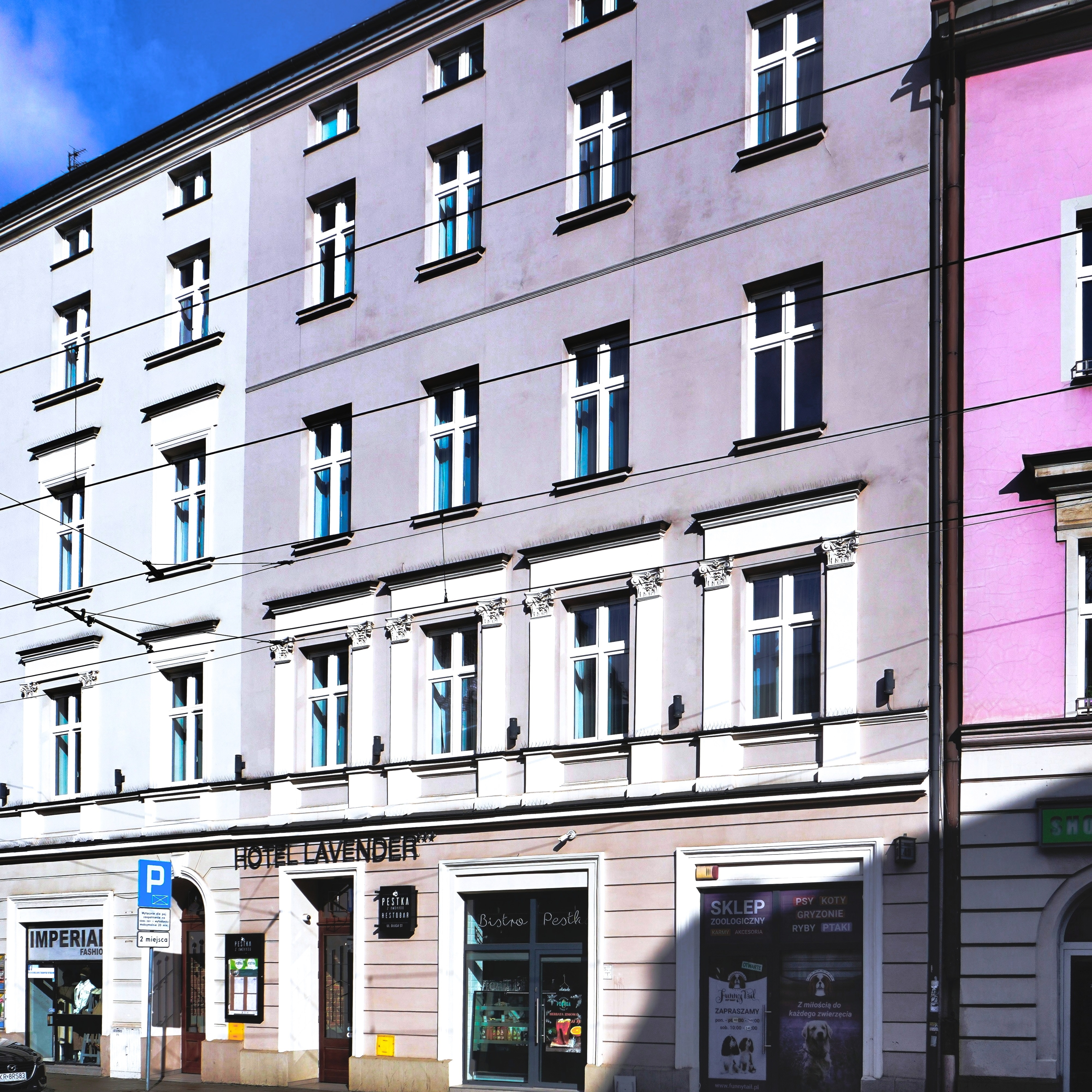
ul. Długa 49 Kamienica (proj. Karol Knaus, 1887–1888)
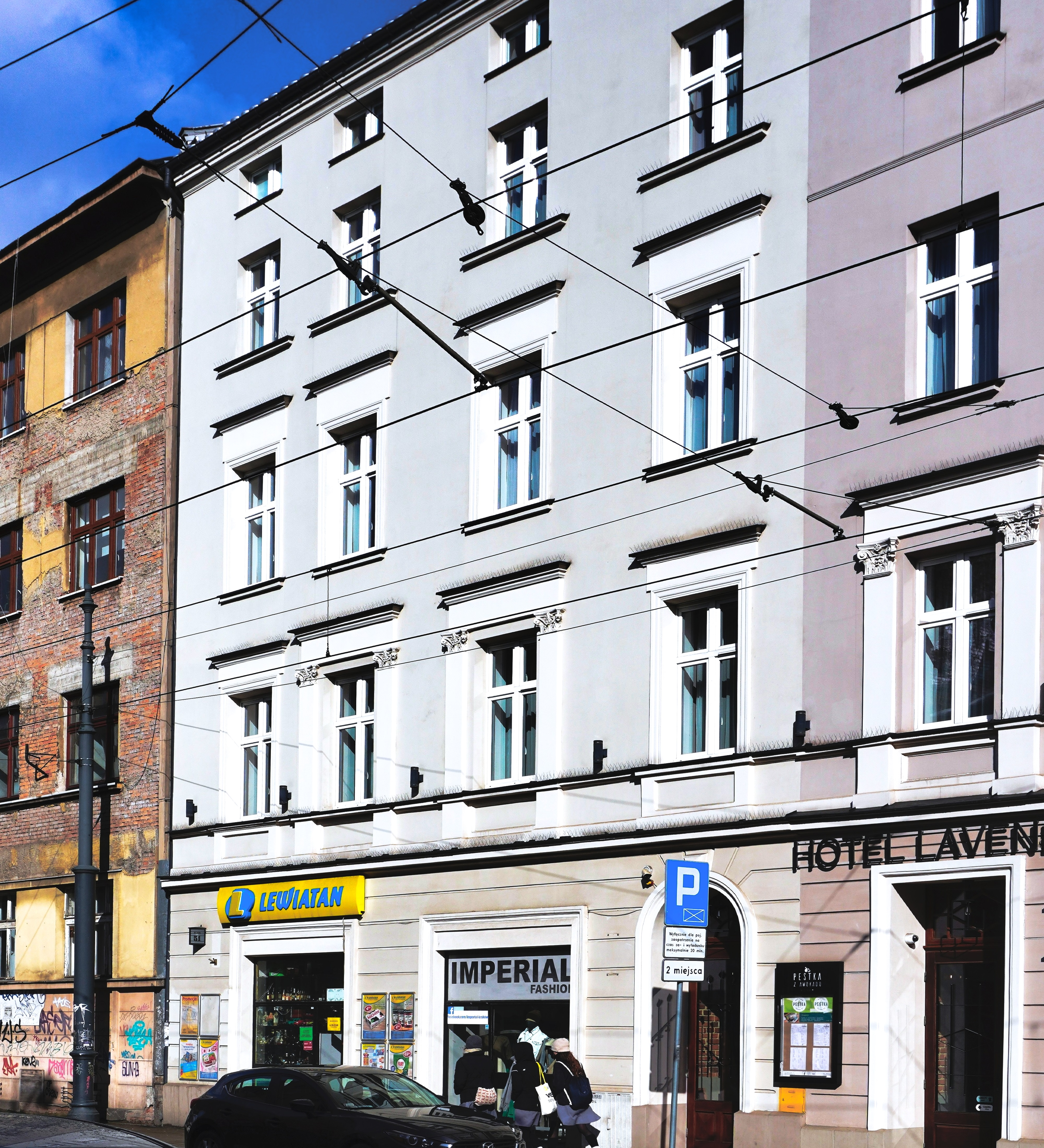
ul. Długa 51 Kamienica (proj. Karol Knaus, 1888)
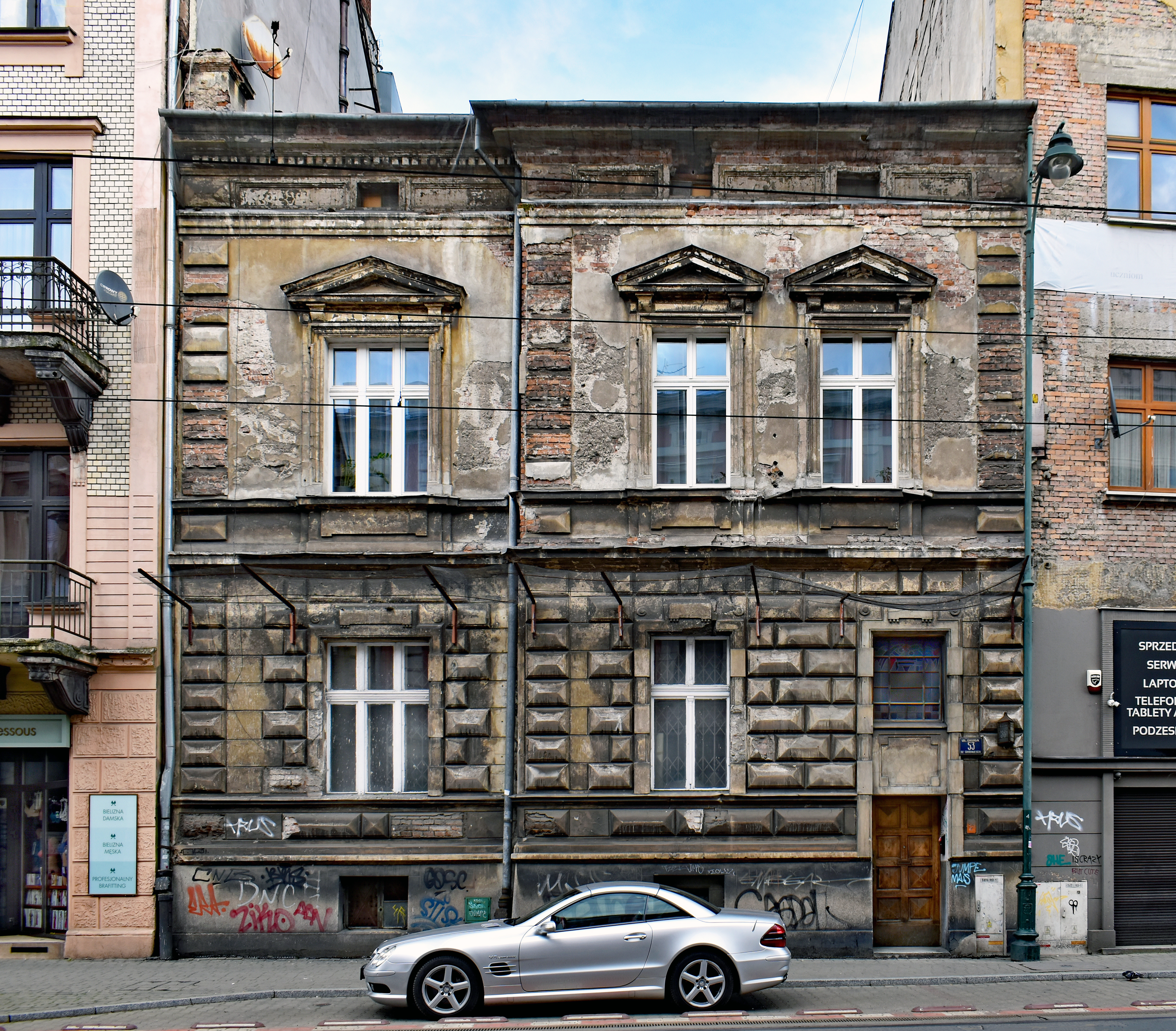
ul. Długa 53 Kamieniczka (proj. Sebastian Jaworzyński, 1885).
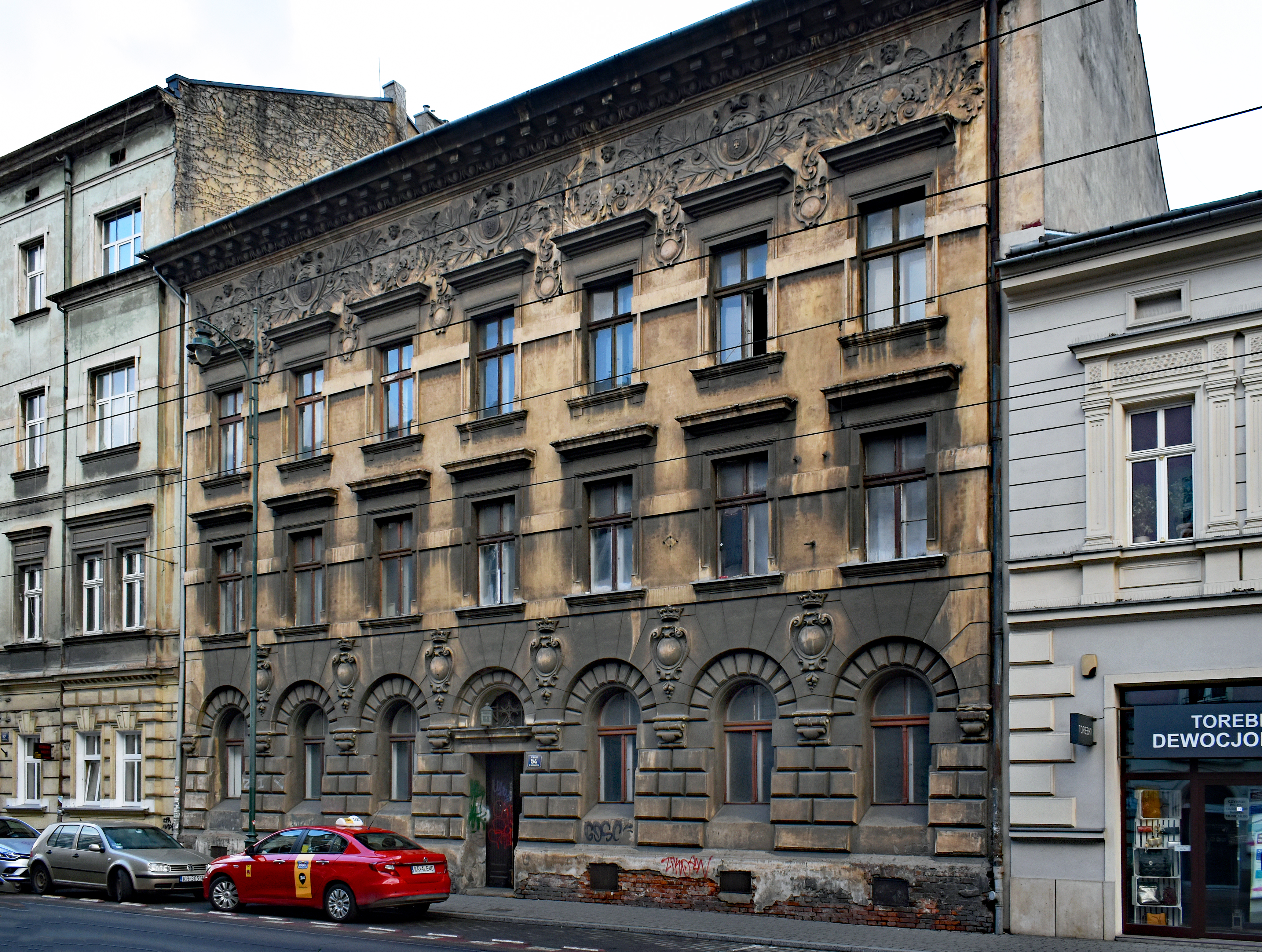
ul. Długa 54 Kamienica (proj. Teodor Talowski, 1891)
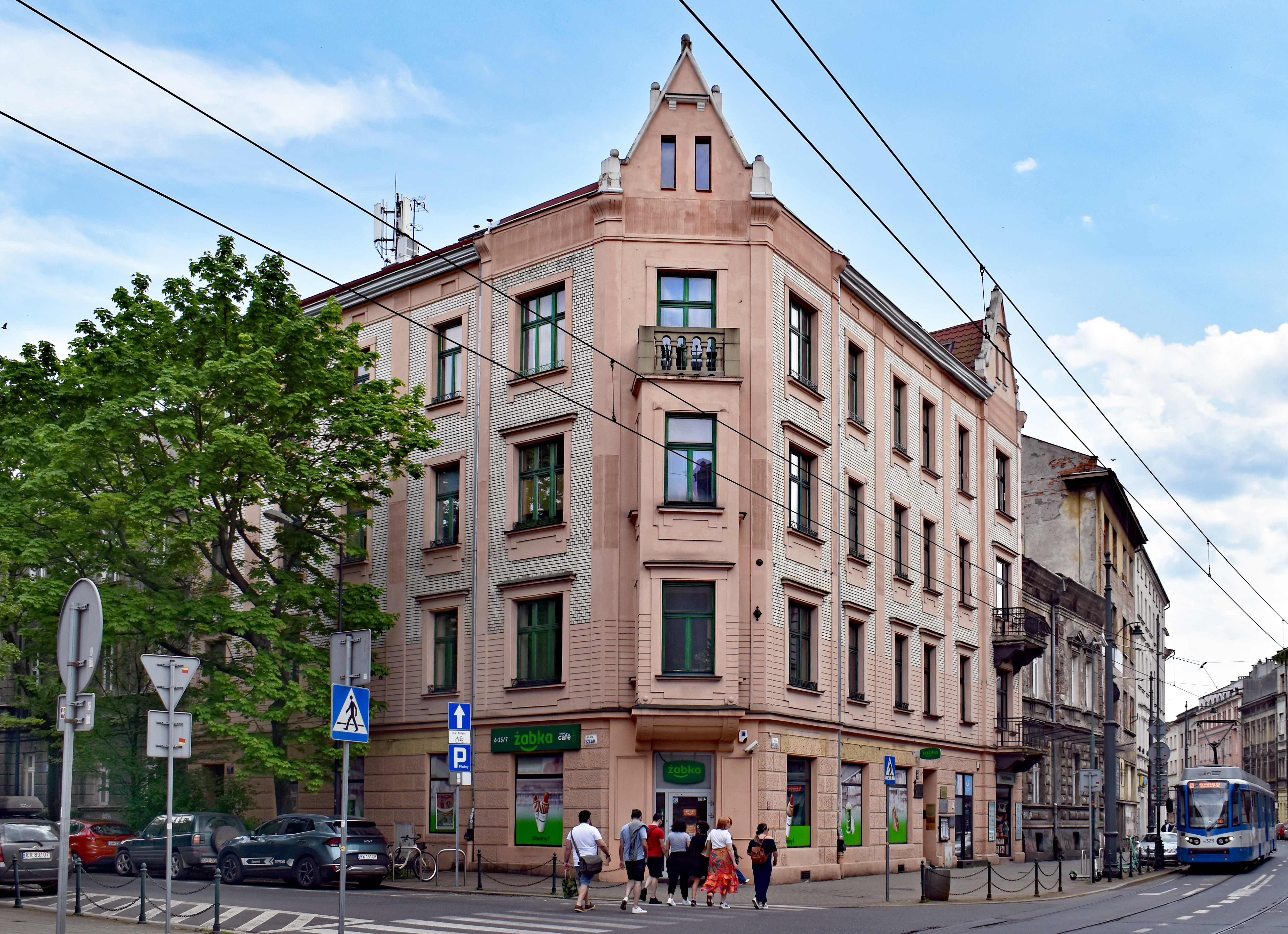
ul. Długa 55 (ul. Szlak 27) Kamienica (proj. Kazimierz Brzeziński, 1909)
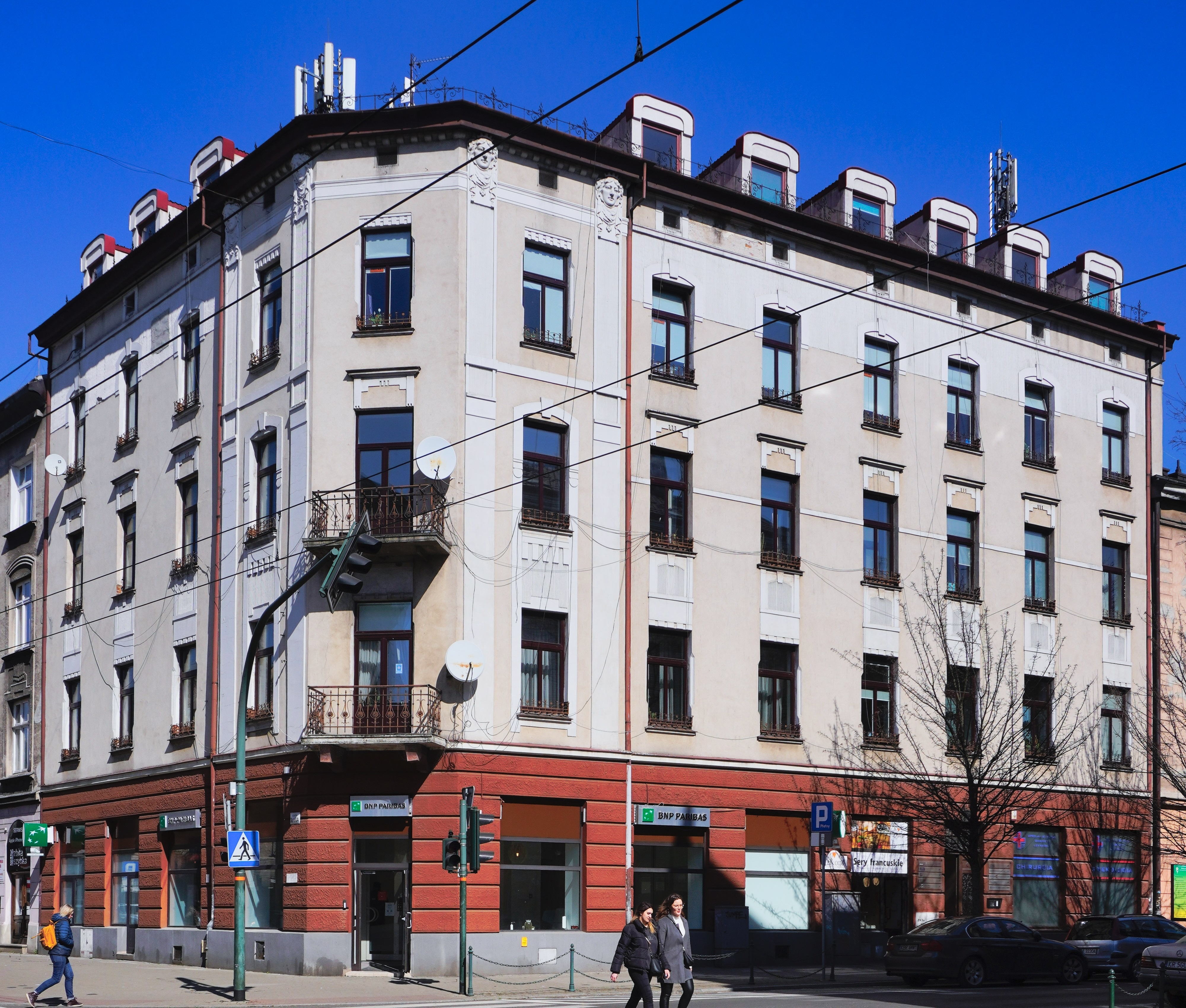
ul. Długa 57 Kamienica (ok. 1910)
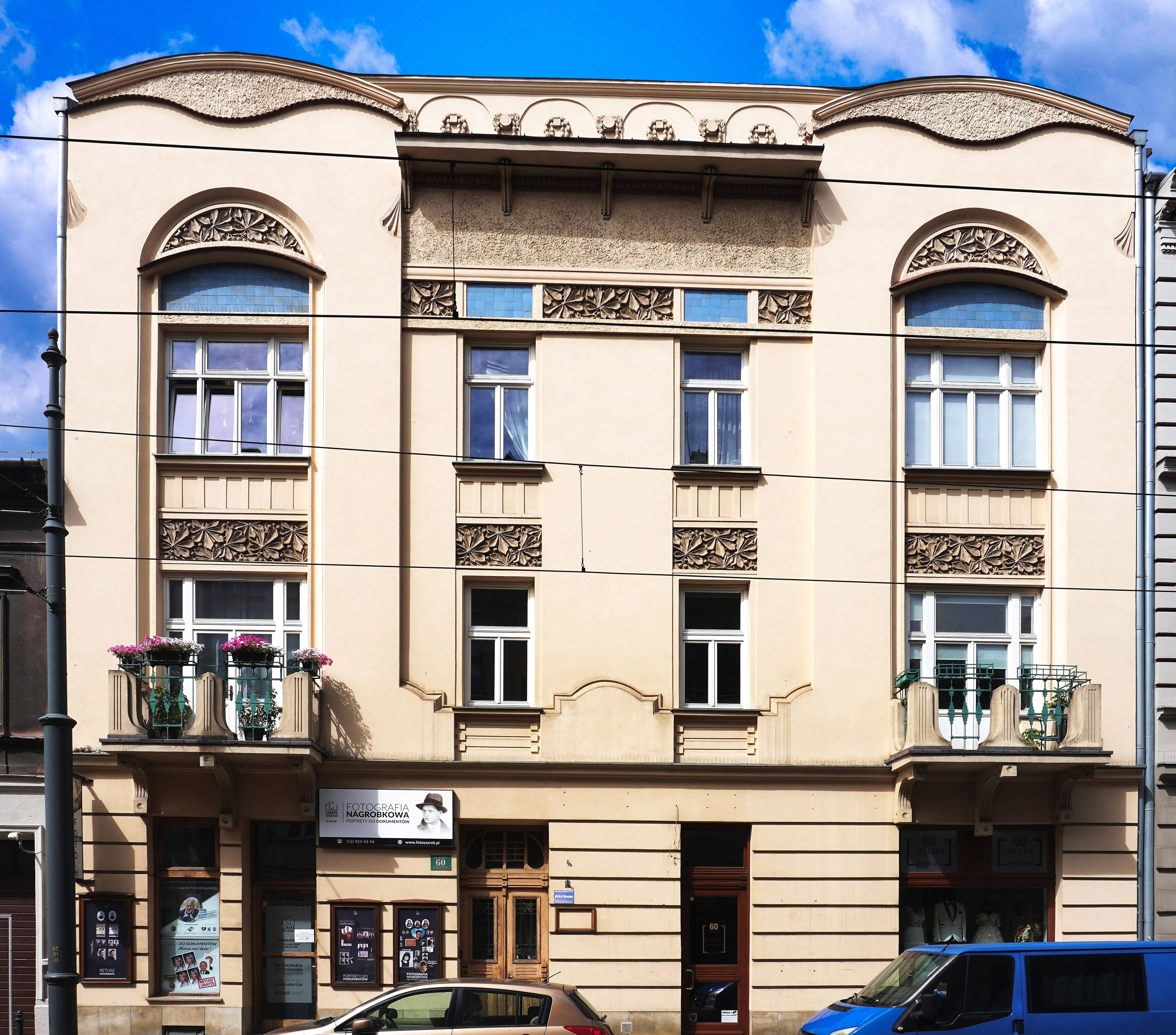
ul. Długa 60 Secesyjna kamienica (proj. Zygmunt Pszorn, 1907)
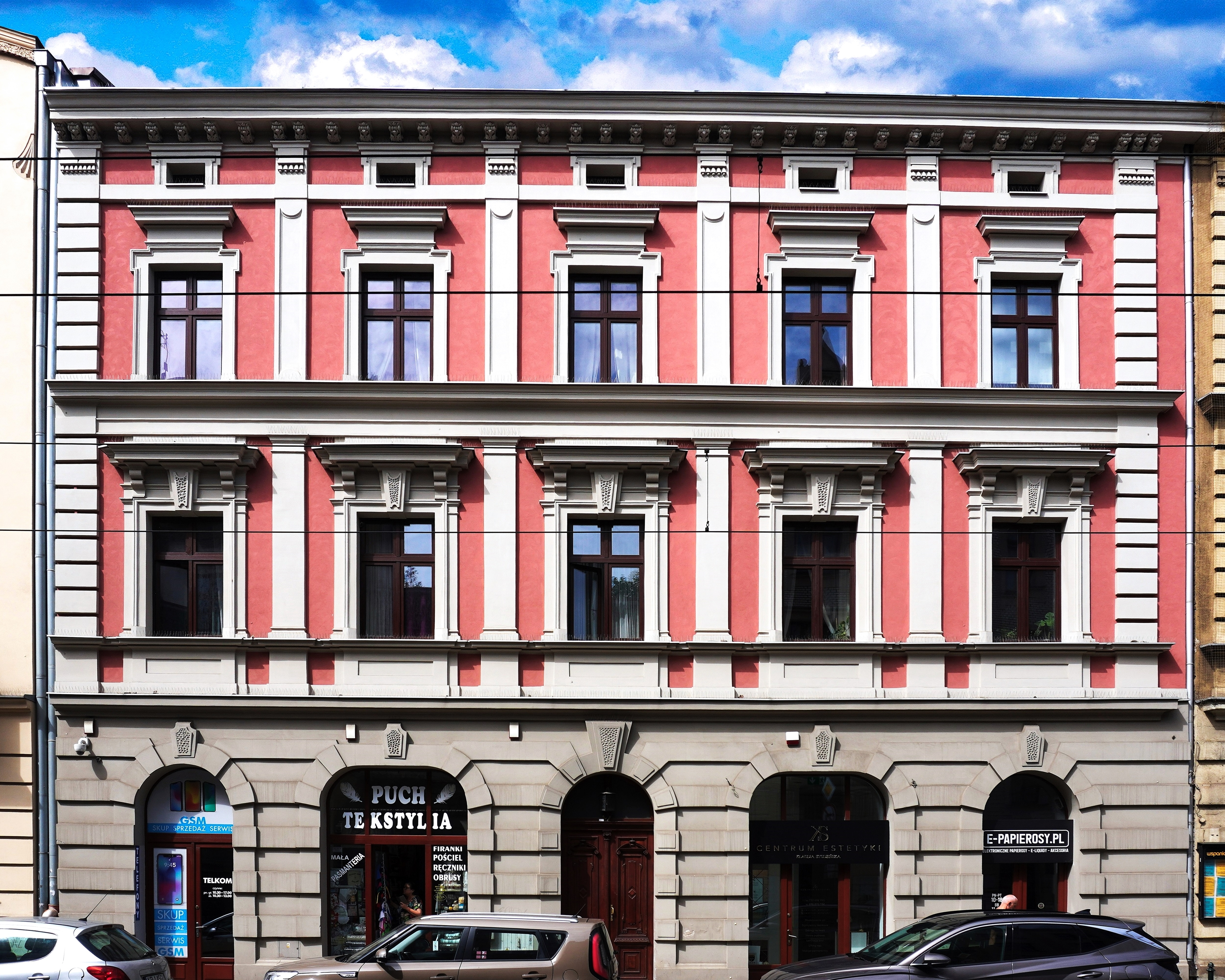
ul. Długa 62 Kamienica (proj. Józef Kryłowski, ok. 1890)
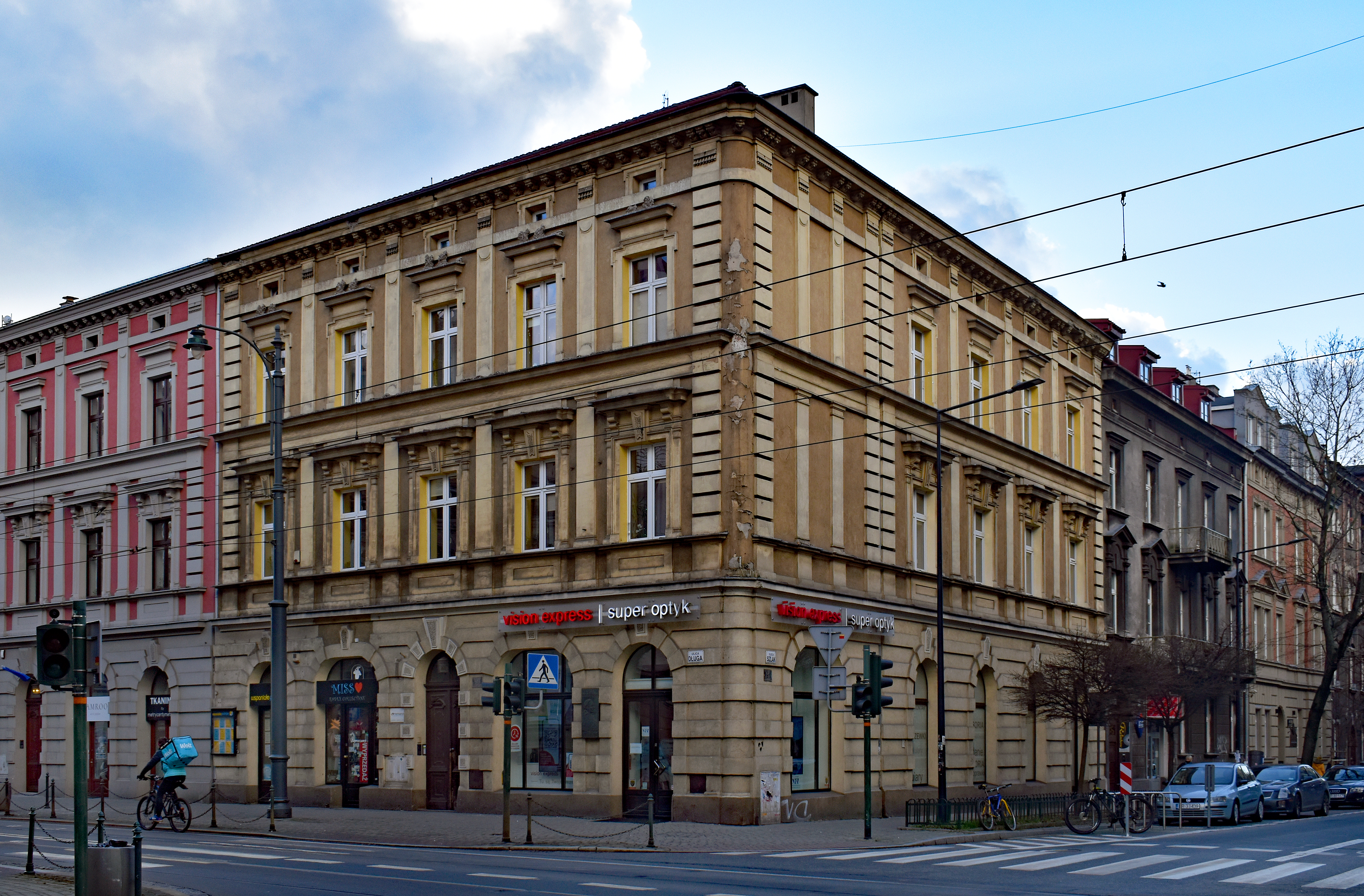
ul. Długa 64 Kamienica (proj. Józef Kryłowski, 1889)
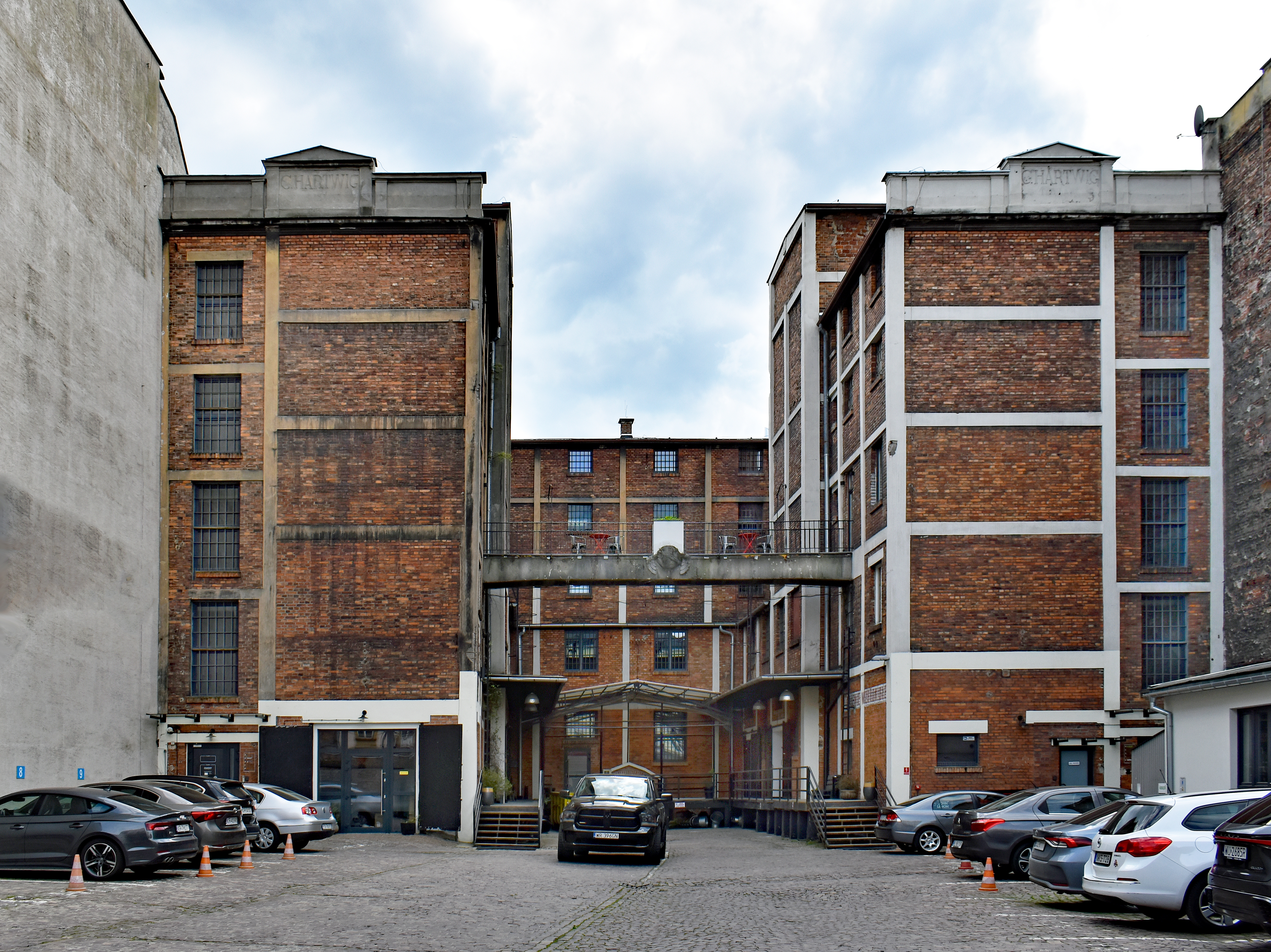
ul. Długa 72 Dawne magazyny firmy C. Hartwig SA (proj. Ludwik Wojtyczko, 1920)
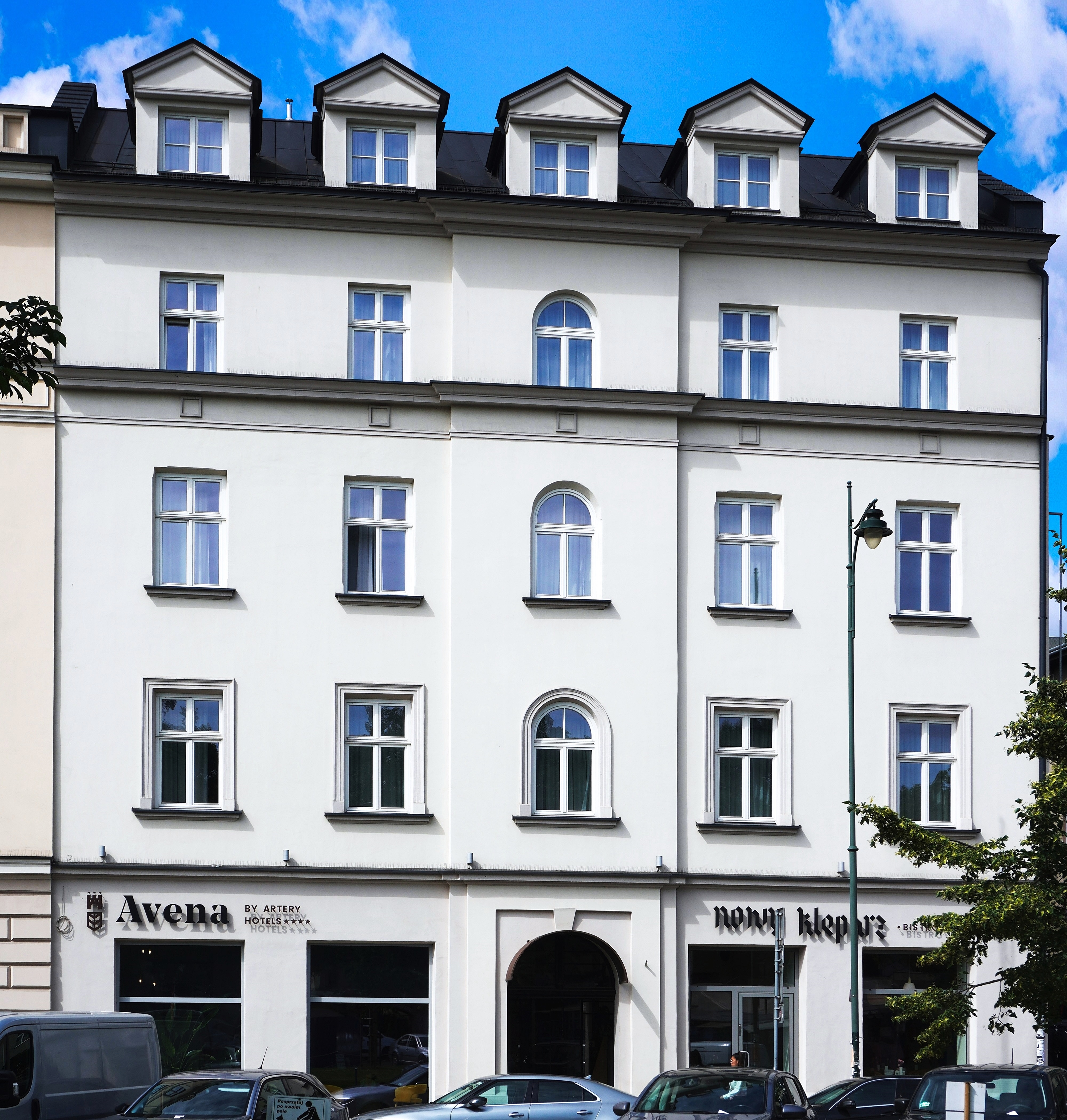
ul. Długa 80 Kamienica (ok. 1890)

- ul. Długa 7
Mozaika „Kłosy” proj. Aniela Szatara-Tymcik, ok. 1969
- ul. Długa 55
Tablica pamiątkowa Iwony Borowickiej
- ul. Długa 64
Tablica pamiątkowa Jana Sztaudyngera